# 上杉謙信
上杉 謙信（うえすぎ けんしん） / 上杉 輝虎（うえすぎ てるとら）は、戦国時代に越後国（現在の新潟県）など北陸地方を支配した武将・大名。
初名は長尾 景虎（ながお かげとら）。関東管領・上杉憲政の養子となり、山内上杉家の家督を譲られ（「上杉」姓と憲政の「政」の1字を与えられ）、上杉 政虎（うえすぎ まさとら）と改名し、同家が世襲していた室町幕府の重職である関東管領を引き継いだ。後に室町幕府の将軍・足利義輝より偏諱（「輝」の1字）を受けて、最終的には輝虎と名乗った。謙信は、さらに後に称した法号である。正式な姓名は、藤原 輝虎（ふじわら の てるとら）。
後世においては「敵に塩を送る」の逸話など、私利私欲に拘泥しない義の武将として知られる。一方で、最近の研究においては、利害を冷徹に判断しながら領土拡大に努力した戦国大名とする研究者が多い（後述）。

## 生涯

### 出生から初陣まで

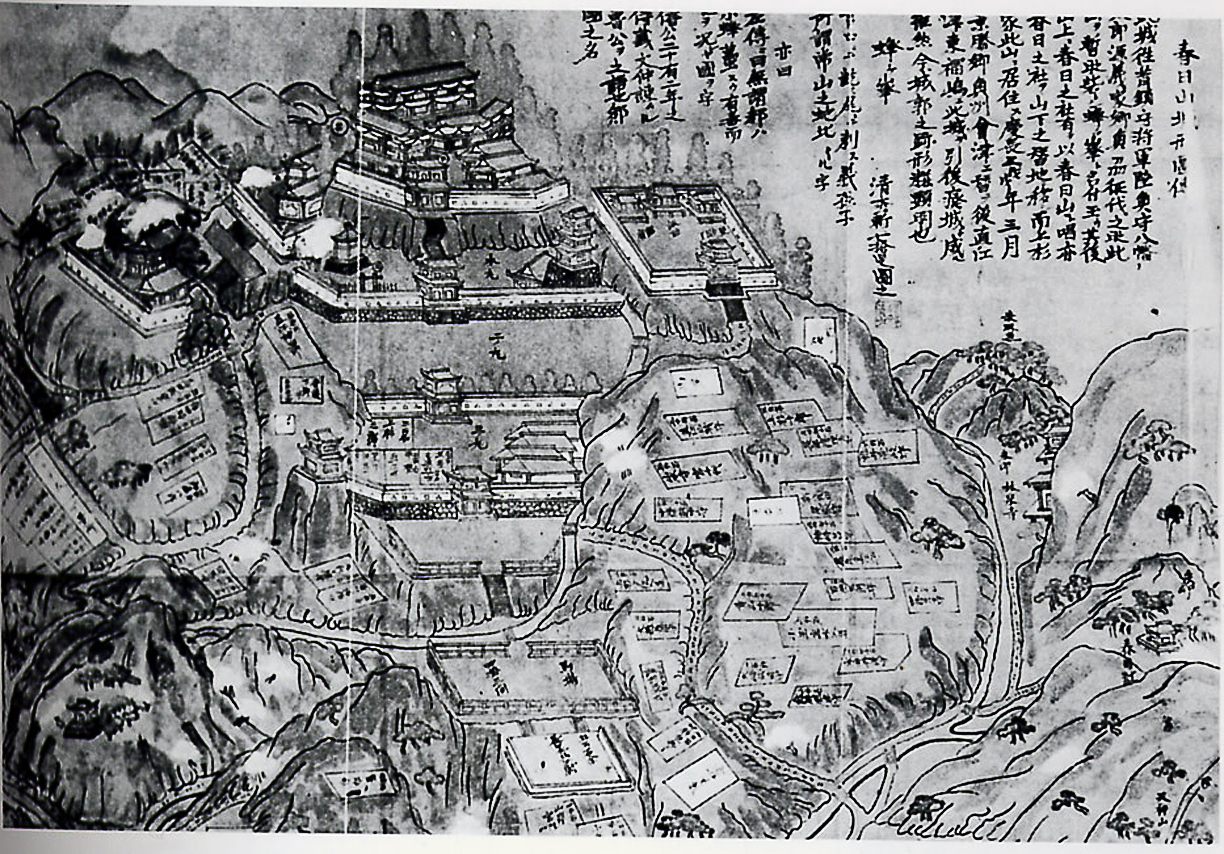
春日山城

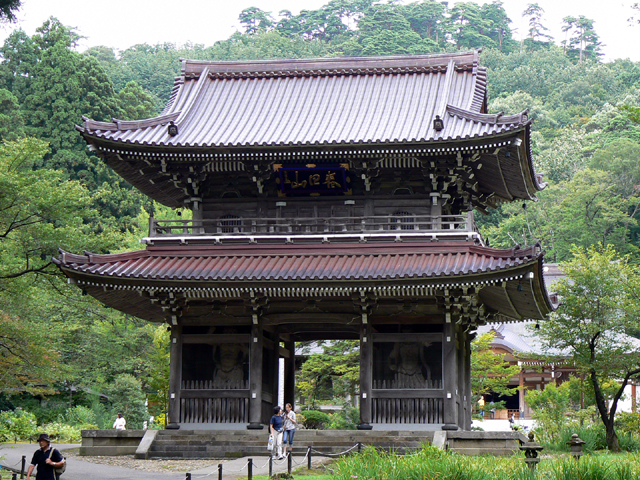
林泉寺

享禄3年（1530年）1月21日、越後守護代・長尾為景（三条長尾家）の四男（または次男、三男とも）として、春日山城に生まれる。母は同じく越後栖吉城主・長尾房景（古志長尾家）の娘・虎御前。主君・上杉定実から見て「妻の甥」であり、「娘婿（長尾晴景）の弟」にあたる。幼名の虎千代は、庚寅年生まれのために名づけられた。
天文5年（1536年）8月、長尾為景は隠居し、虎千代の兄・長尾晴景が家督を継いだ。なお、晴景の生母は為景の正室であった上条氏（上杉弾正少弼）の娘（天甫喜清大姉）と考えられており、長尾一族とは言え既に為景の家臣化していた古志長尾家出身であった虎千代の生母は女房衆出身の妾であった可能性が高い。つまり、晴景とは腹違いの庶子である虎千代は元々長尾氏の後継者としては考えられておらずに初めから寺に入る予定であった。虎千代は城下の林泉寺に入門し、住職の天室光育の教えを受けたとされる。
武勇の遊戯を嗜み、左右の人を驚嘆させた。また好んで、一間四方の城郭模型で遊んでいた。後年、上杉景勝がこの模型を武田勝頼の嫡男信勝に贈っている。
天文11年（1542年）12月、為景が病没したが、敵対勢力が春日山城に迫ったため、虎千代は甲冑を着け、剣を持って亡父の柩を護送した。
天文12年（1543年）8月15日、虎千代は元服して、景虎と名乗った。この頃、景虎は古志郡にある栃尾城に入っているが、古志郡は古志長尾家の勢力圏にあることや古志長尾家の文書の一部が『上杉家文書』に含まれていることから、「為景の死後に家中における立場が弱くなった虎御前が息子の景虎を連れて古志に戻った」「古志長尾家が外孫である景虎を当主として迎え入れた」などの見解も出されている。
天文13年（1544年）春、晴景を侮って越後の豪族が謀反を起こし、栃尾城に攻め寄せたが、初陣の景虎はそれを撃退した（栃尾城の戦い）。

### 家督相続・越後統一

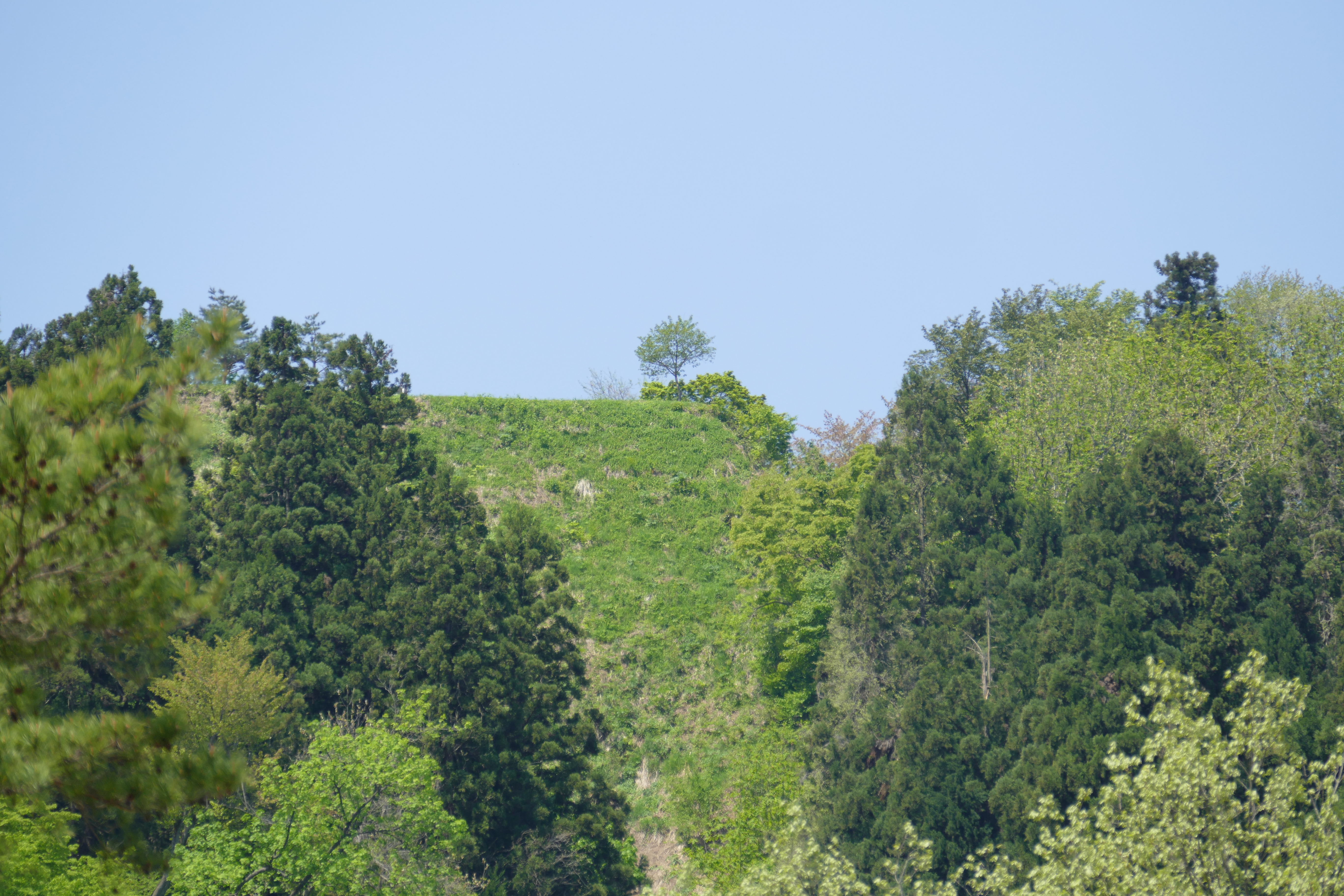
秋葉公園から眺めた栃尾城本丸跡

天文14年（1545年）10月、守護上杉家家臣で黒滝城主の黒田秀忠が長尾氏に対して謀反を起こした。黒田秀忠は守護代・晴景の居城である春日山城にまで攻め込み、景虎の兄・長尾景康らを殺害した後、黒滝城に立て籠もった。景虎は、兄に代わって上杉定実から討伐を命じられ、総大将として軍の指揮を執り、秀忠を降伏させた（黒滝城の戦い）。
天文15年（1546年）2月、秀忠が再び兵を挙げるに及び再び、景虎を擁立して晴景に退陣を迫るようになり、晴景と景虎との関係は険悪なものとなった。
ただし、その後の新史料の発見などで、黒田秀忠の謀叛が天文17年（1548年）10月の出来事であることが確実になったこと、黒田討伐の際に景虎が上杉定実の命令を受けていることから、黒田秀忠は後述の長尾政景らと共に晴景を支持する立場から兵を挙げたとする見方が有力になっている。
天文17年（1548年）になると、晴景に代わって景虎を守護代に擁立しようとの動きが盛んになる。その中心的役割を担ったのは、揚北衆の鳥坂城主・中条藤資と、北信濃の豪族で景虎の叔父でもある中野城主・高梨政頼であった。さらに栃尾城にあって景虎を補佐する本庄実乃、景虎の母・虎御前の実家である栖吉城主・長尾景信（古志長尾家）、与板城主・直江実綱、三条城主・山吉行盛らが協調し、景虎派を形成した。これに対し、坂戸城主・長尾政景（上田長尾家）や蒲原郡奥山荘の黒川城主・黒川清実らは晴景についた。前述のように、黒田秀忠も晴景方であったと考えられている。
同年12月30日、守護・上杉定実の調停の下、晴景は景虎を養子とした上で家督を譲って隠退。景虎は春日山城に入り、19歳で家督を相続し、守護代となる。ただし、定実は単なる仲裁・調停役ではなく、晴景排除のために景虎擁立に動いた中心人物とする見方が有力になっている。
天文19年（1550年）2月、定実が後継者を遺さずに死去したため、景虎は室町幕府第13代将軍・足利義輝から越後守護を代行することを命じられ、越後国主としての地位を認められた。
同年12月、一族の坂戸城主・長尾政景が景虎の家督相続に不満を持って反乱を起こした。翌1月、景虎は政景方の発智長芳（ほっち ながよし）の居城・板木城を攻撃し、これに勝利した。さらに8月、坂戸城を包囲することで、これを鎮圧した（坂戸城の戦い）。降伏した政景は景虎の姉・仙桃院の夫であったこと等から助命され、以降は景虎の重臣として重きをなす。政景の反乱を鎮圧したことで越後国の内乱は一応収まり、景虎は22歳で越後統一を成し遂げた。

### 第1次川中島の戦いから第3次川中島の戦いまで

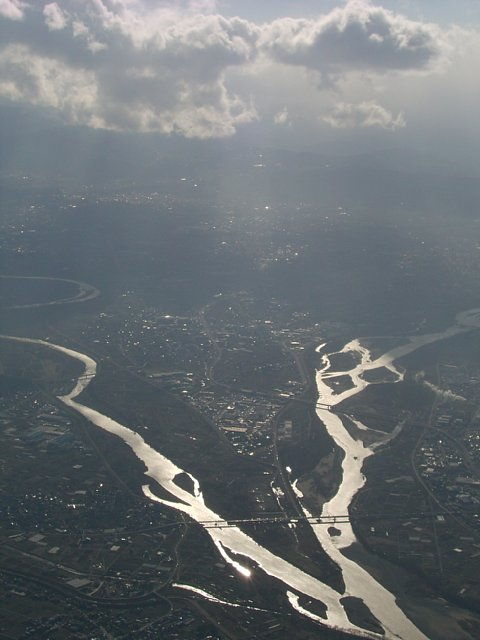
川中島一帯

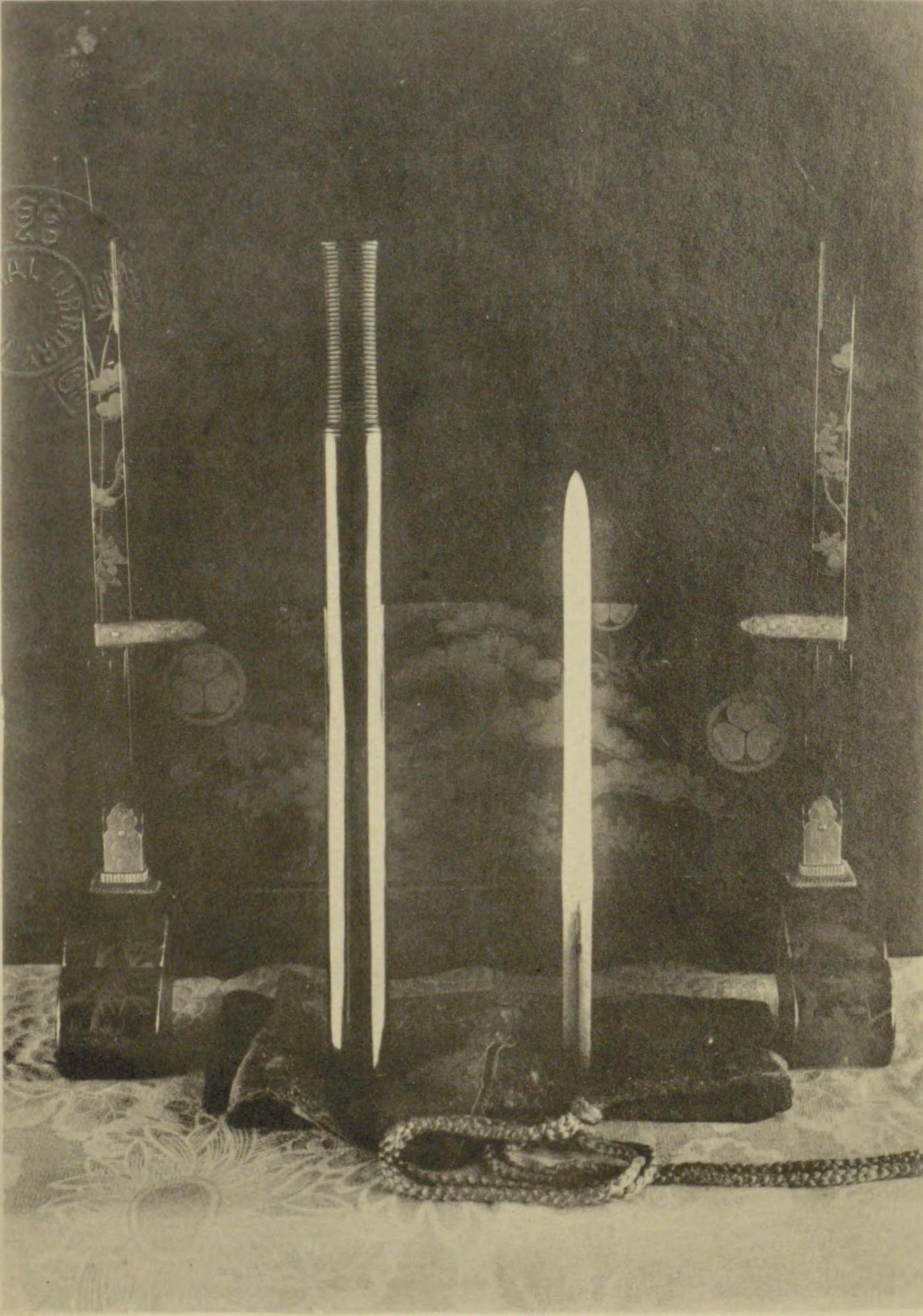
上杉謙信が最初の上洛時に後奈良天皇から下賜された「瓜実剣」（右、現在上杉神社蔵）。

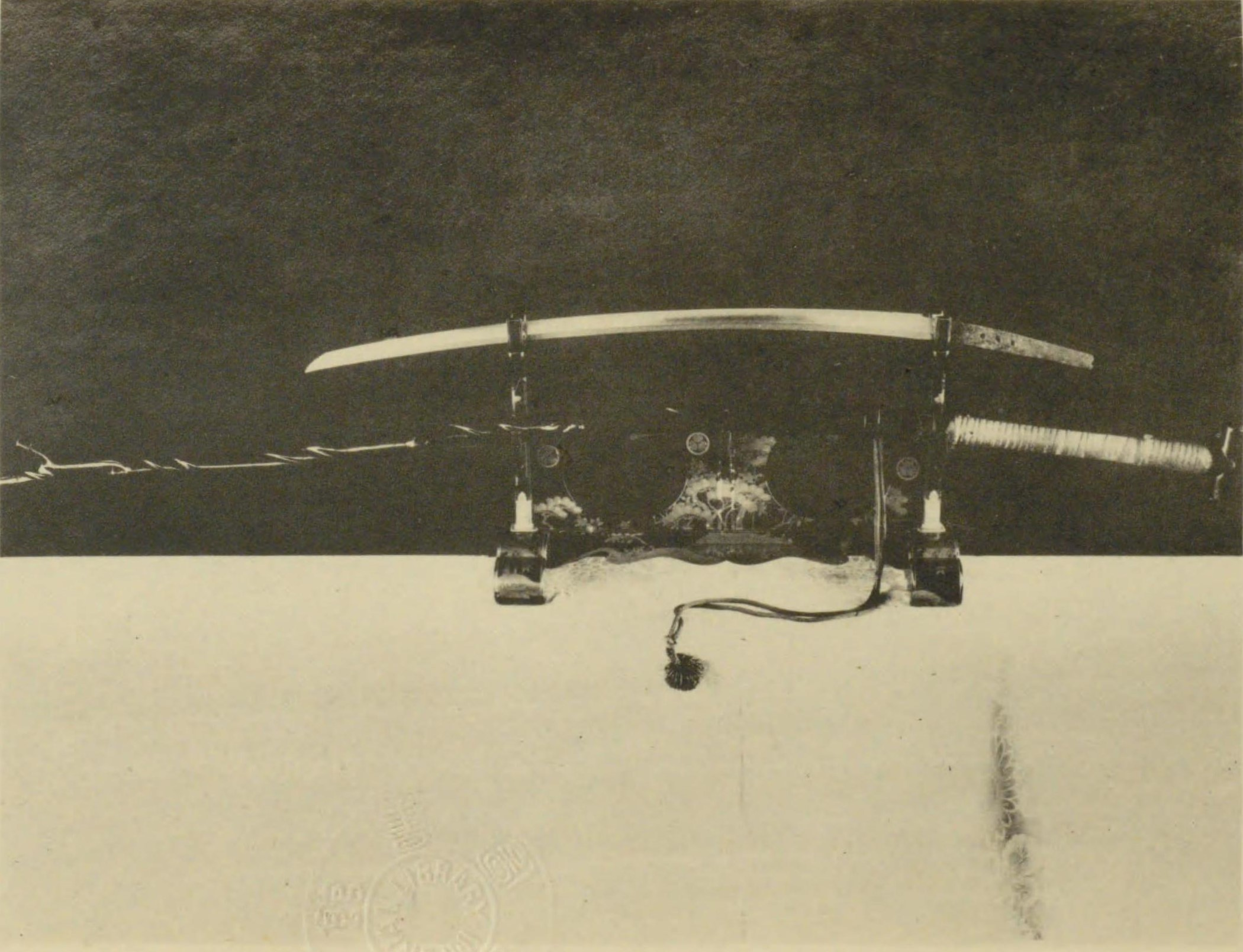
太刀 銘「国宗」とその拵「戒杖刀」（現在個人蔵、重要美術品）。上杉謙信が上洛時、高野山で舜学坊清胤に教えを受けた際に携えていたと伝えられる仕込み杖。

天文21年（1552年）1月、相模国の北条氏康によって領国を追われた関東管領・上杉憲政を迎え入れ、御館に住まわせた。これにより北条氏康と敵対関係となった。
天文21年（1552年）8月、景虎は平子孫三郎、本庄繁長等を関東に派兵し、上野沼田城を攻める北条軍を撃退、さらに平井城・平井金山城の奪還に成功する。北条軍を率いる北条幻庵長綱は上野国から撤退、武蔵松山城へ逃れた。なおこの年の4月23日、従五位下・弾正少弼に叙任される。
同年、武田晴信（後の武田信玄）の信濃侵攻によって、領国を追われた信濃守護・小笠原長時、村上義清らが長尾景虎に救いを求めてくる。
天文21年（1552年）9月、景虎は初めての上洛を果たし、後奈良天皇および将軍・足利義輝に拝謁している。京で参内して天皇に拝謁した折、御剣と天盃を下賜され、敵を討伐せよとの勅命を受けた。この上洛時に堺を遊覧し、高野山へ詣で、京へ戻って臨済宗大徳寺91世の徹岫宗九（てっしゅうそうく）の下に参禅して受戒し、「宗心」の戒名を授けられた。
天文22年（1553年）4月、信濃国埴科郡葛尾城主の村上義清は武田晴信の率いる武田軍との抗争に敗れて葛尾城を脱出し、越後の長尾景虎に援軍を要請した。村上義清は景虎から援軍を与えられ一時は葛尾城を奪還したものの、武田軍に抗しきれず同年8月村上義清は越後国へ亡命した。
ここに及んで長尾景虎は晴信討伐を決意し、自ら軍の指揮を執り信濃国に出陣した。
天文22年（1553年）8月30日、景虎の率いる長尾軍は「布施の戦い」で晴信の率いる武田軍の先鋒を撃破した。
天文22年（1553年）9月1日、景虎は八幡でも武田軍を破り、さらに武田領内へ深く侵攻して荒砥城や虚空蔵山城を攻め落とし、青柳城へ放火した。これに対し晴信は本陣を塩田城に移し、決戦を避けた。その後、武田軍と長尾軍との間では、武力衝突は起きず、膠着状態が続いた。長尾軍は9月に越後へ引き上げた（第一次川中島の戦い）。
天文23年（1554年）、家臣の北条高広が武田と通じて謀反を起こした。
天文24年（1555年）。景虎は自らが出陣して高広の居城・北条城を包囲し、これを鎮圧した（北条城の戦い）。この時、北条高広は帰参を許された。この間、武田晴信は善光寺別当・栗田鶴寿を味方につけ旭山城を支配下に置いた。
天文24年（1555年）4月、景虎は武田軍を迎撃する為、再び信濃国へ出兵し、晴信と川中島の犀川を挟んで対峙した（第二次川中島の戦い）。また、裾花川を挟んで旭山城と相対する葛山城を築いて付城とし、旭山城の武田軍を牽制させた。景虎は、犀川の渡河を試みるなど攻勢をかけたものの、小競り合いに終始して決着はつかなかった。その後、武田軍と長尾軍の双方のにらみ合いは5ヶ月に及び、最終的に駿河国の今川義元の仲介の下で和睦となった。
弘治2年（1556年）3月、景虎は家臣同士の領土争いや国衆の紛争の調停で心身が疲れ果てたため、突然出家・隠居することを宣言した。
弘治2年（1556年）6月、景虎は天室光育に遺書を託し（『歴代古案』）、春日山城をあとに高野山に向かった。
しかしその間、武田晴信に内通した家臣・大熊朝秀が反旗を翻して謀反を起こした。天室光育、長尾政景らは、このことを急いで景虎に知らせた。周囲からの説得で出家を断念した景虎は越後国へ帰国した。そして、一端越中へ退き再び越後へ侵入しようとした朝秀を打ち破った（駒帰の戦い）。
弘治3年（1557年）2月、武田晴信は盟約を反故にして長尾軍の葛山城を攻略、さらに信越国境付近まで進軍し、景虎方の信濃豪族・高梨政頼の居城・飯山城を攻撃した。景虎は政頼から救援要請を受けるも、信越国境が積雪で閉ざされていたため出兵が遅れた。
弘治3年（1557年）4月、雪解けの始まった頃、景虎は再び川中島に出陣した（第三次川中島の戦い）。その後、長尾軍は高井郡山田城、福島城を攻め落とし、長沼城と善光寺を奪還した。横山城に着陣して、さらに破却されていた旭山城を再興して本営とした。
弘治3年（1557年）5月、景虎は武田領内へ深く侵攻、埴科郡・小県郡境・坂木の岩鼻まで進軍した。しかし、武田軍は、深志城から先へは進まず長尾軍との決戦を避けた。
弘治3年（1557年）7月、武田軍の別働隊が長尾軍の安曇郡小谷城を攻略。一方の長尾軍は背後を脅かされたため、飯山城まで兵を引き、高井郡野沢城・尼巌城を攻撃する。
弘治3年（1557年）8月、武田軍と長尾軍は髻山城近くの水内郡上野原で交戦するも、決定的な戦いではなかった。
弘治4年（1558年）、将軍・義輝から上洛要請があり、長尾景虎は翌年に上洛することを伝える。また『宇都宮興廃記』によれば同年、長尾軍は上野国経由で下野国に侵攻し、小山氏の祇園城と壬生氏の壬生城を攻略、さらに宇都宮氏の宇都宮城を攻略するために多功城、上三川城を攻めるが、多功城主の多功長朝によって先陣の佐野豊綱が討ち取られると軍が混乱したために景虎は軍を引き上げた。多功長朝率いる宇都宮勢は上野白井城まで景虎を追撃してきたが、武蔵岩槻城主の太田氏の仲介によって和睦をしている。その翌年の永禄2年（1559年）3月、高梨政頼の本城・中野城が武田方の高坂昌信の攻撃により落城。景虎が信濃国へ出兵できない時期を見計って、晴信は徐々に善光寺平を支配下に入れていった。

### 小田原城の戦い

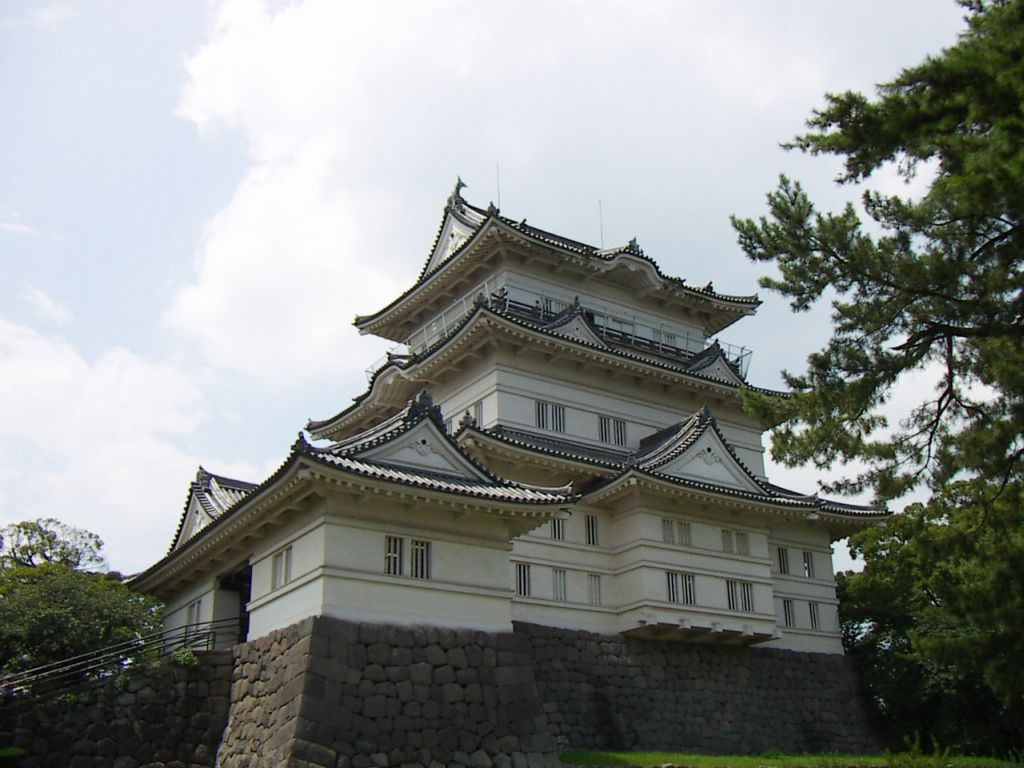
現在の小田原城

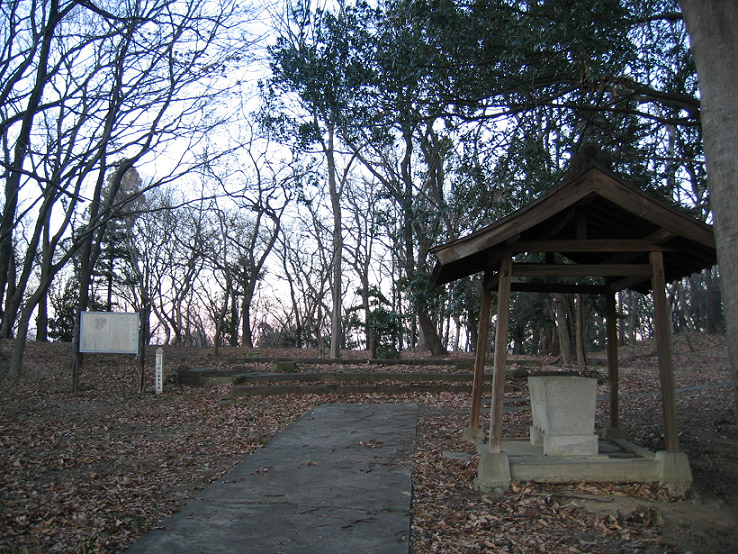
松山城本丸跡

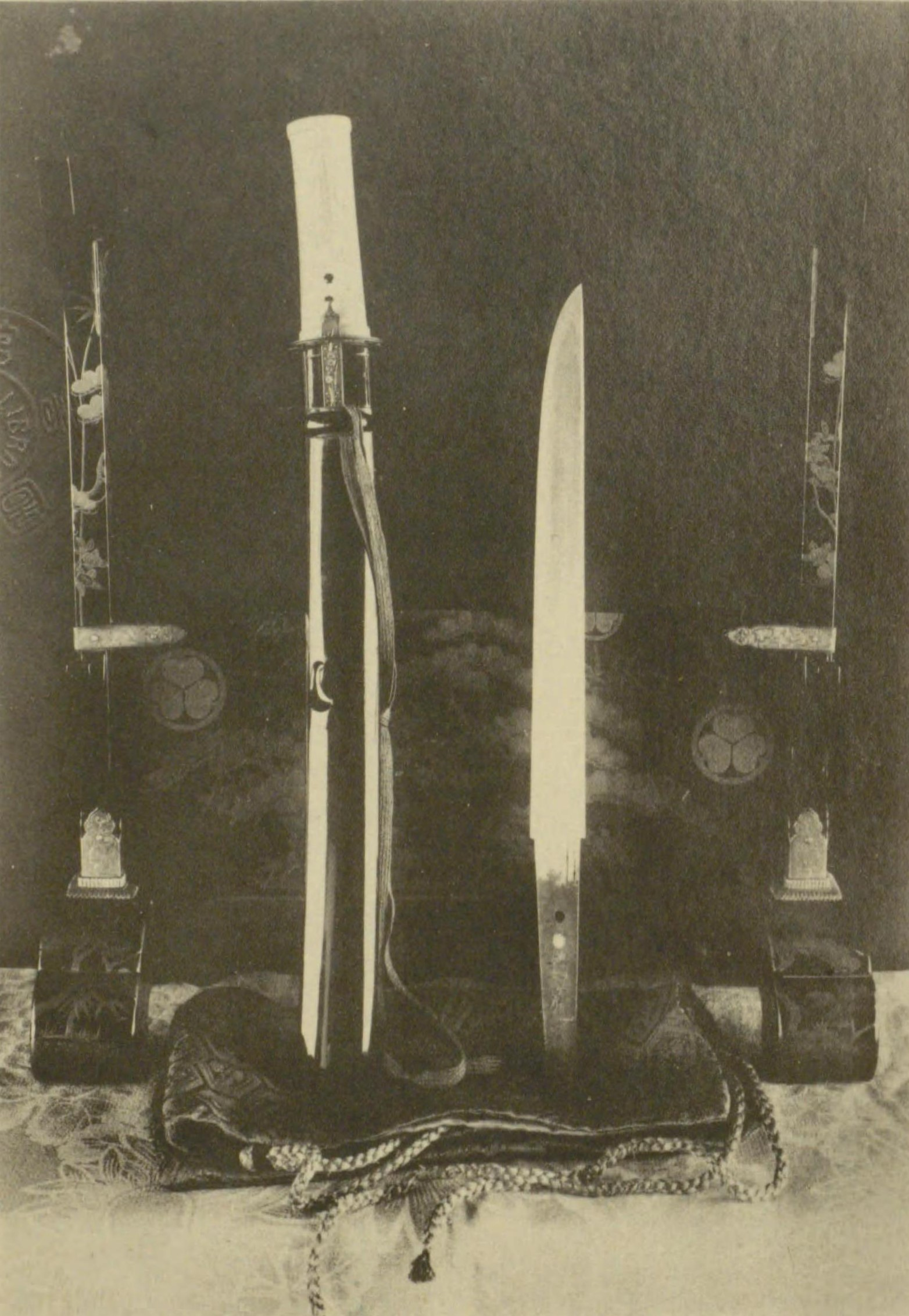
上杉謙信が二度目の上洛時に正親町天皇から下賜された短刀「五虎退」（左、現在個人蔵、重要美術品）。

永禄2年（1559年）5月、長尾景虎は再度上洛して、正親町天皇や将軍・足利義輝に拝謁する。このとき、義輝から管領並の待遇を与えられた（上杉の七免許）。室町幕府の記録『後鑑』（江戸時代末期に江戸幕府が編纂）には、『関東管領記』『関東兵乱記（相州兵乱記）』『春日山日記（上杉軍記）』を出典として掲載されている。
また、景虎はこの時、内裏修理の資金を献上したともいうが、朝廷の記録である『御湯殿上日記』には、「永禄3年6月18日に、越後の長尾（景虎）が内裡修理の任を請う」という記述があるだけで、年次や記述内容に違いがある。『言継卿記』には、「永禄2年5月24日、越後国名河（長尾）上洛云々、武家御相判御免、1,500人。」という記述であり、上杉家譜などの兵5,000という記述と異なる。
なお、天野忠幸はこの年に景虎だけではなく、織田信長や斎藤義龍も急遽上洛していることに注目している。この前年である永禄元年、足利義輝と三好長慶の戦いは長慶が正親町天皇の支持を取り付けて有利な形で和睦しており、曲りなりにも存続してきた室町将軍を頂点とする秩序が大きな打撃を受けた。このため、足利義輝との関係を維持することで権威を保ってきた諸大名たちが動揺したのを心配して、その状況を確かめるために景虎が越後から上洛に踏み切ったのではないか、と推測している。
長尾景虎と足利義輝との関係は親密なものであったが、義輝が幕府の重臣である大舘晴光を派遣して長尾・武田・北条の三者の和睦を斡旋し、三好長慶の勢力を駆逐するために協力するよう説得した際には、三者の考え方の違いが大きく実現しなかった。
永禄3年（1560年）3月、越中国の椎名康胤が神保長職に攻められ、長尾景虎に支援を要請した。これを受け景虎は初めて越中へ出陣、神保長職の居城・富山城を落城させた。その後、神保長職は増山城に逃げたが、長尾軍はその城も攻め落してた。城を失った神保長職は逃亡して、椎名康胤を助けた。
永禄3年（1560年）5月19日、桶狭間の戦いで今川義元が討ち死にした。これは、甲相駿三国同盟の一つ今川氏が崩れたことになり、長尾景虎は、相模の北条氏康を討伐することを決断し、長尾軍は関東へ向けて侵攻した。三国峠を越えて、上野国に入った長尾景虎は、長野業正らの支援を受けながら小川城、名胡桃城、明間城、沼田城、岩下城、白井城、那波城、厩橋城など北条方の諸城を攻略。厩橋城を関東における長尾軍の拠点とし、この城で、長尾景虎は越年した。この間、景虎は関東の諸将たちに対して北条討伐の号令を下し、檄を飛ばして参陣を求めた。
永禄4年（1561年）閏3月16日、長尾景虎は、上杉憲政の要請もあって鎌倉の鶴岡八幡宮において、山内上杉家の家督と関東管領職を相続、名を上杉 政虎（まさとら）と改めた。元々、上杉家は足利宗家の外戚として名門の地位にあり、関東管領職はその縁で代々任じられてきた役職であった。長尾家は上杉家の家臣筋であり、しかも上杉家の本姓が藤原氏なのに対して長尾家は桓武平氏であった。就任の許可は将軍・足利義輝から直々に貰い、関東管領職の就任式の際には、御先士大将を宇佐美駿河守定満・柿崎和泉守景家・甘粕近江守景持・河田豊前守長親が務め、小幡三河守が太刀持ちを務めた。
ただし、『藩翰譜』によると、政虎自身が上杉頼成の男系子孫であるという記述がある。『応仁武鑑』や『萩原家譜案』にも、上杉頼成の男子（長尾藤景）が長尾氏へ入嗣した旨が記されている。しかし、他の系図では上杉家から養子を迎えたのは下総国に分家した長尾であって、越後長尾氏には直接関係無いとする系図がほとんど（景為あるいは景能の流れ）である。実際の血統が繋がっていなくとも、長尾家も佐竹家と同じく上杉家からの養子を迎えた家系ということになる。
なお、山内上杉家では、室町時代後期に関東管領が天皇の綸旨にて任じられた事がある経緯から、関東管領職が朝廷の官職と同一とみなされていた。上杉顕定以降の関東管領は朝廷から任官を受けたり官途名を名乗ったりする事は無く仮名（けみょう）を名乗り続け、関東管領前に任官を受けたり官途名を名乗っていた者は以降の官位を受けずに就任前の名乗りを続けていた（公式には官職名や官途名が優先されるため）。謙信が関東管領就任以降に官位を受けずに「弾正少弼」のままでいたのはその慣例に従ったとみられている（先例として顕定の前任者で管領就任後も兵部少輔を称し続けた上杉房顕がいる）。

### 第4次川中島の戦いと北条氏康の反撃

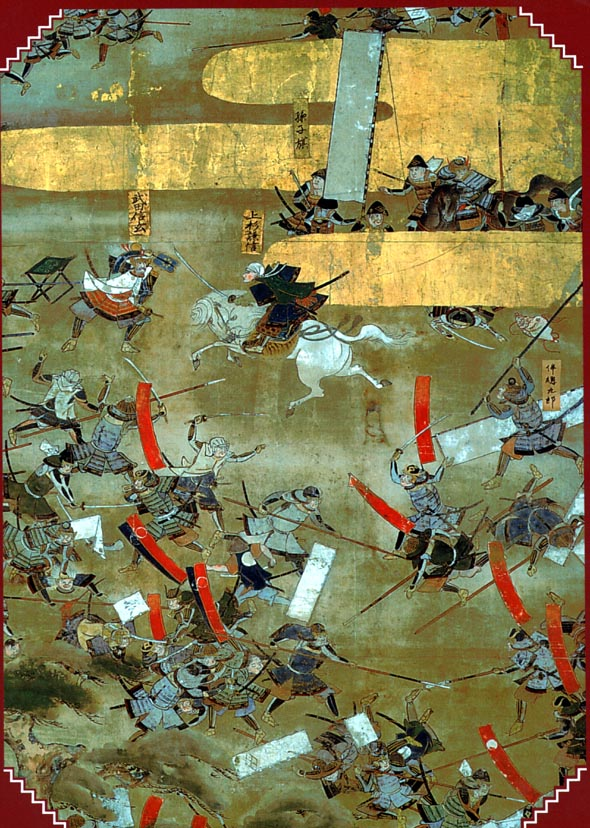
第四次川中島の戦い

上杉謙信（右）と武田信玄（左）の一騎討ち像

この頃、武田軍は北信地方へ侵攻していたが、『甲陽軍鑑』によれば関東から帰国後の永禄4年（1561年）8月、上杉政虎は1万9000人の兵を率いて川中島へ出陣した（第四次川中島の戦い）。
上杉軍は荷駄隊と兵5,000人を善光寺に残し、1万4000人の兵を率いて武田領内へ深く侵攻、妻女山に布陣した。その後、上杉軍は八幡原で武田軍と対戦。双方に多数の死傷者を出した後、越後に撤退した。
第4次川中島の戦いを機に、北信をめぐる武田・上杉間の抗争は収束し、永禄後年には武田・上杉間をはじめ東国や畿内の外交情勢は大きく変動していく。
永禄4年（1561年）11月、武田軍は西上野侵攻を開始し、北条氏康も関東において武田氏と協調して反撃を開始し、上杉政虎が奪取していた武蔵松山城を奪還すべく攻撃した。これを受けて上杉政虎は同月、再び関東へ出陣、武蔵国北部において氏康と戦い、敗北した（生野山の戦い）。
その後、古河御所付近から一時撤退する（『近衛氏書状』）。その結果、成田長泰や佐野昌綱を始め、武蔵国の同族上杉憲盛が北条方に降ってしまう。政虎は寝返った昌綱を再び服従させるため下野唐沢山城を攻撃するが、関東一の山城と謳われる難攻不落のこの城を攻略するのに手を焼いた。これ以降、政虎は唐沢山城の支配権を得るため昌綱と幾度となく攻防戦を繰り広げることになる（唐沢山城の戦い）。
永禄4年（1561年）12月、上杉政虎は将軍・足利義輝から一字を賜り、諱を輝虎（てるとら）と改めた。輝虎は越後へ帰国せず、上野厩橋城で越年する。

### 北条・武田との戦い
関東の戦線は当初、上杉軍が大軍で北条氏の小田原城を攻囲するなどして、輝虎ら上杉方が優勢であったが、その後、関東の各地で武田軍・北条軍に相次いで攻撃されて、上杉軍は劣勢を強いられた。
永禄4年、それまで武田軍の上野国への侵攻に徹底抗戦していた箕輪城主・長野業正が病死したため、武田信玄率いる武田軍は上野国へ侵攻した。同時に北条氏康も軍を動かし、北条軍が松山城を奪還するなど勢力を北へ伸ばした。
これらの動きに対し、関東の諸将たちは、輝虎が関東へ出兵してくれば上杉方に恭順・降伏し、輝虎が越後国へ引き上げれば北条方へ寝返ることを繰り返した。武田信玄と同盟して関東で勢力を伸ばす北条氏康に対し、輝虎は安房国の里見義堯・義弘父子と同盟を結ぶことで対抗した。

### 関東出兵

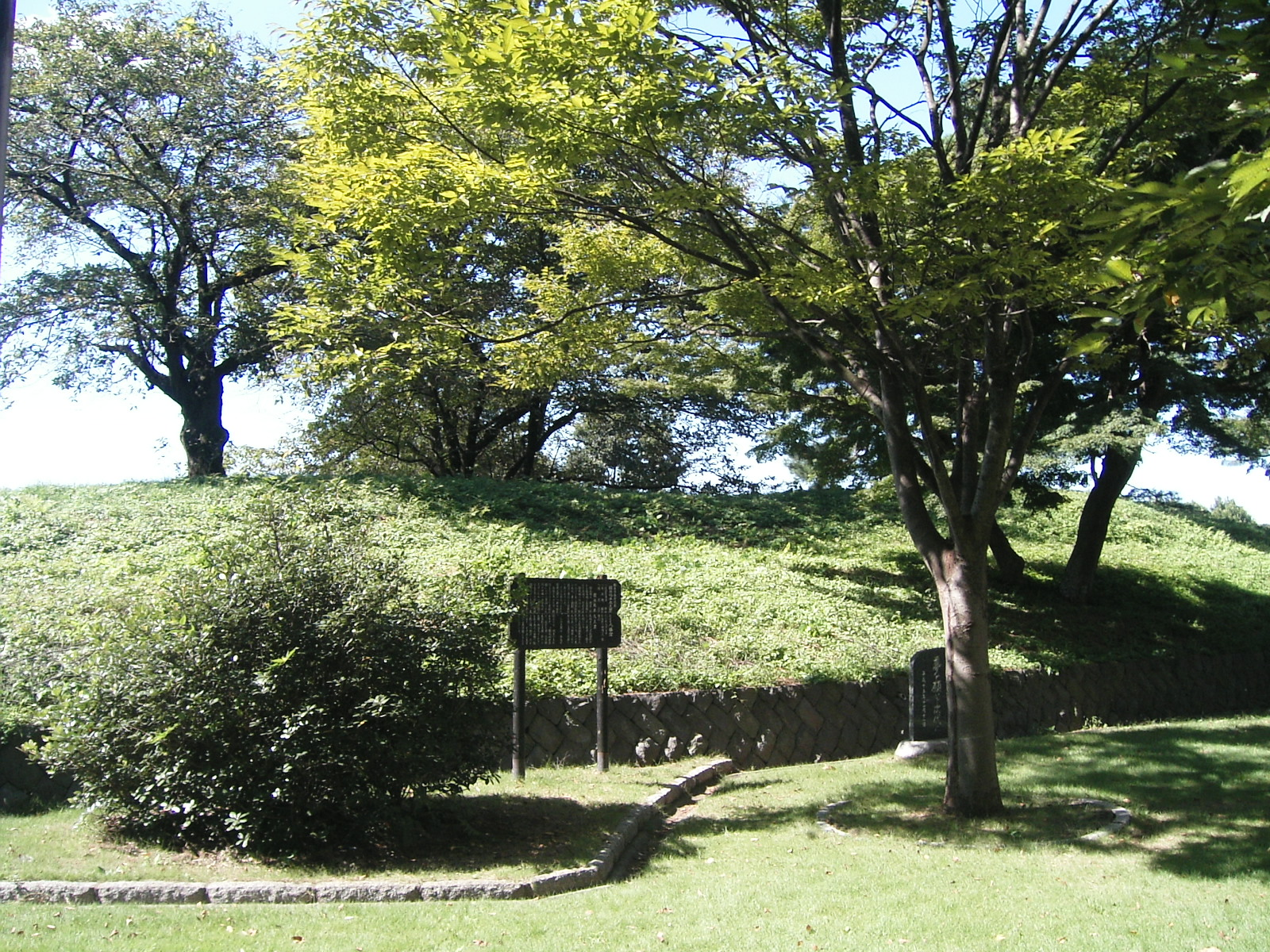
館林城本丸跡

永禄5年（1562年）、上杉軍は上野館林城主の赤井氏を滅ぼしたが、佐野昌綱が籠城する唐沢山城を攻めたものの落城させるには至らなかった。
7月、越中国に出陣し、椎名康胤を圧迫する神保長職を降伏させた。しかし、輝虎が越後国へ戻ると再び長職が挙兵したため、9月に再び越中国へ取って返し、神保長職を降伏させた。
ところが、上杉軍が関東を空けている間に、武蔵国における上杉方の拠点・松山城が再度、北条方の攻撃を受けた。信玄からの援軍を加え、5万人を超える北条・武田連合軍に対し、松山城を守る上杉軍は寡兵であった。既に越後国から関東へ行く上越国境の三国峠は雪に閉ざされていたが、輝虎は松山城を救援するため峠越えを強行。12月には上野沼田城に入った。兵を募って救援に向かったものの、永禄6年（1563年）2月、間に合わず松山城は落城した。
しかし、輝虎は反撃に出て武蔵国へ侵攻、小田朝興の守る騎西城を攻め落とし、朝興の兄である武蔵忍城主・成田長泰を降伏させた。次いで下野に転戦して、4月には唐沢山城を攻め佐野昌綱を降伏させ、小山秀綱の守る下野の小山城も攻略。さらに、下総国にまで進出し、秀綱の弟である結城城主・結城晴朝を降伏させ、関東の諸城を攻略した。なおこの年、武田・北条連合軍により上野・厩橋城を奪われたがすぐに奪回し、北条高広を城代に据えている。閏12月に上野和田城を攻めた後、この年も厩橋城で越年。
永禄7年（1564年）4月、北条方へ寝返った小田氏治を討伐するため常陸国へ攻め入り、28日に山王堂の戦いで氏治を破り、その居城・小田城を攻略した。
同年2月、三度目の反抗に及んだ佐野昌綱を降伏させるため、下野国へ出陣し、唐沢山城に攻め寄せた（唐沢山城の戦い）。しかし、この時の戦いは10回に及ぶ唐沢山城での攻防戦の中でも、最大の激戦となる。輝虎は総攻撃をかけるも、昌綱は徹底抗戦した。結局、昌綱は佐竹義昭や宇都宮広綱の意見に従い降伏。輝虎は義昭や広綱に昌綱の助命を嘆願され、これを受け入れた。
3月、上野国の和田城を攻めるも武田軍が信濃国で動きを見せたため、越後国へ帰国した。

### 第5次川中島の戦い
永禄7年（1564年）4月、蘆名盛氏軍が武田信玄と手を結んで越後へ攻め込んだが、上杉軍は蘆名軍を撃破した。その間に武田軍は信濃国水内郡の野尻城を攻略したが、上杉軍はこれを奪還した。
永禄7年（1564年）8月、政虎率いる上杉軍は信玄率いる武田軍と川中島で再び対峙した（第五次川中島の戦い）。60日に及ぶ対峙の末に上杉軍は越後に軍を引き、決着は着かなかった。
これ以降、政虎と信玄が川中島で相見えることはなかった。
10月、佐野昌綱が再び北条方へ寝返ったため上杉軍は唐沢山城を攻撃し、佐野昌綱を降伏させると人質をとって帰国した。

### 関東の上杉方諸将の離反

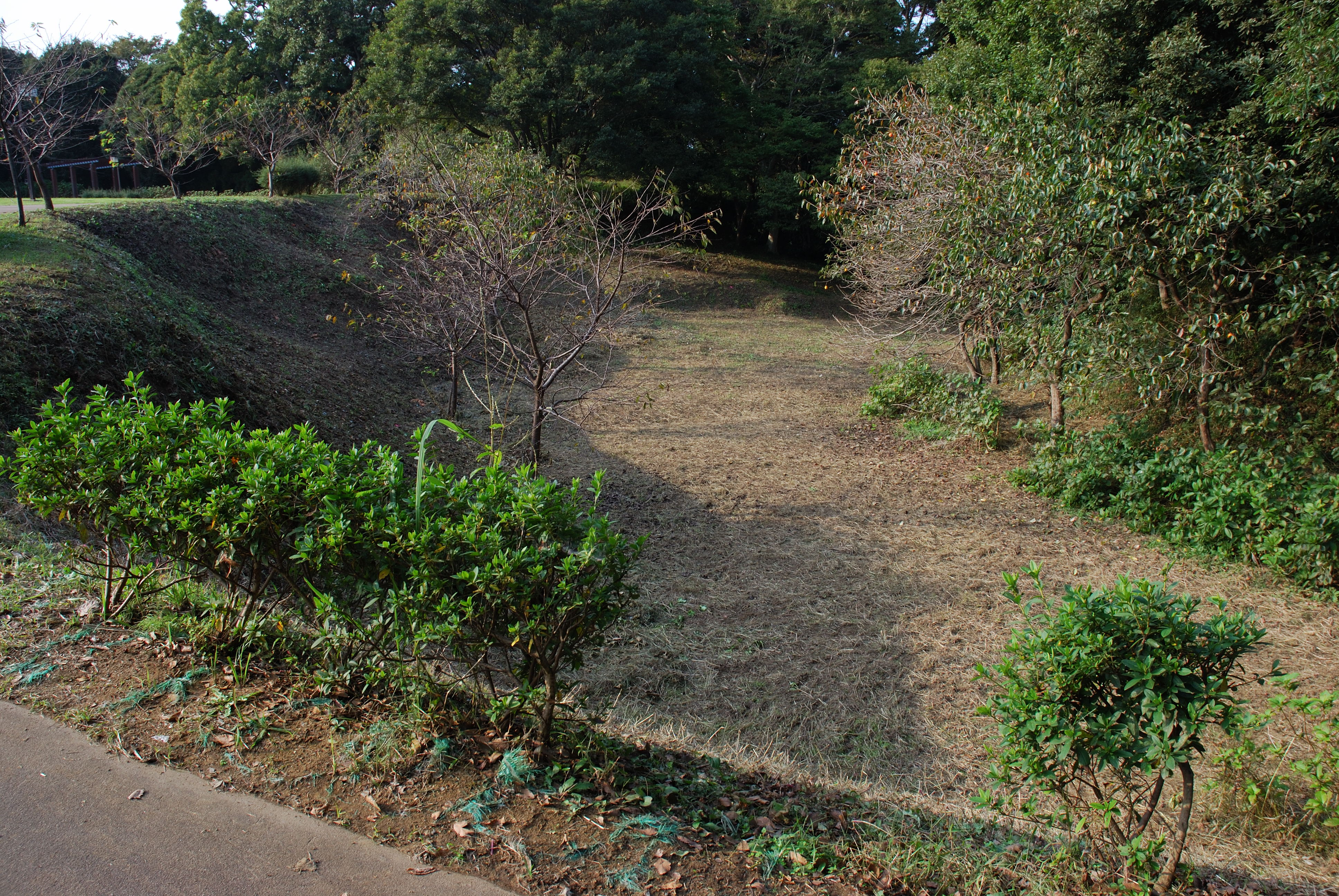
臼井城本丸空堀

永禄8年（1565年）2月、越前守護・朝倉義景が一向一揆との戦いで苦戦していたため、輝虎に救援を要請した。
3月、関東の中原を押さえる要衝・関宿城が北条氏康の攻撃に晒される（第一次関宿合戦）。氏康は岩付城や江戸城を拠点に、利根川水系など関東における水運の要となるこの城の奪取に傾注していた。輝虎は、関宿城主・簗田晴助を救援するため下総国へ侵攻、常陸の佐竹義重（佐竹義昭の嫡男）も関宿城へ援軍を送る。このため氏康は攻城を中断、輝虎と戦わずして撤退した。
5月、将軍・足利義輝が三好義継・三好三人衆・松永久通らの謀反により、二条御所で殺害された（永禄の変）。輝虎はこの報を伝え聞くと憤慨し、「三好・松永の首を悉く刎ねるべし」と神仏に誓ったほどであった。
6月、信玄が西上野へ攻勢をかけ、上杉方の倉賀野尚行が守る倉賀野城を攻略した。
9月、輝虎は信玄の攻勢を食い止めようと、大軍を指揮して武田軍の上野における拠点・和田城を攻めたが成功しなかった。
永禄9年（1566年）、輝虎は常陸国へ出兵して再び小田城に入った小田氏治を降伏させるなど、攻勢をかける。また輝虎と同盟を結ぶ安房国の里見氏が北条氏に追い詰められていたため、これを救援すべく下総国にまで侵出。3月20日に北条氏に従う千葉氏の拠点・臼井城に攻め寄せた。上杉方が有利で実城の際まで迫ったが、3月24日に敗北する。撃退された要因は籠城方の健闘であったとされる、また足利義昭の3月10日附の書状を義昭の使者が臼井の上杉軍のもとに持参して、北条氏と和睦して幕府再興のために上洛するように要請したことが、上杉軍の退却に繋がったのではないかとも指摘されている（臼井城の戦い）。
臼井城攻めに失敗したことにより、輝虎に味方・降伏していた関東の豪族らが次々と北条氏に降る。9月には上野金山城主・由良成繁が輝虎に背く。さらに同月、西上野の最後の拠点・箕輪城が信玄の攻撃を受けて落城。城主・長野業盛は自刃し、西上野全域に武田の勢力が伸びた。関東において、北条氏康・武田信玄の両者と同時に戦う状況となり守勢に回る。さらに輝虎は関東での勢力拡大を目指す常陸の佐竹氏とも対立するようになる。
永禄10年（1567年）、輝虎は再び背いた佐野昌綱を降伏させるため唐沢山城を攻撃、一度は撃退されるも再び攻め寄せ、3月に昌綱を降伏させた（唐沢山城の戦い）。しかし、厩橋城代を務める上杉の直臣・北条高広までもが北条に通じて謀反を起こす。
4月、輝虎は高広を破り、厩橋城を奪還。上野における上杉方の拠点を再び手中にして劣勢の挽回を図る。輝虎は上野・武蔵・常陸・下野・下総などで転戦するも、関東における領土は主に東上野にとどまった（ただし、謙信没時、上野・下野・常陸の豪族の一部は上杉方であった）。

### 越中への進出
永禄11年（1568年）、織田信長に推戴され新しく将軍となった足利義昭からも関東管領に任命された。この頃から次第に越中国へ出兵することが多くなる。一方で北信をめぐる武田氏との抗争は収束していた。織田信長が今川義元を桶狭間の戦いで敗死させた後、後継者となった今川氏真を武田信玄が攻めた（駿河侵攻）。だが氏真を挟撃するため手を組んでいた三河国の大名・徳川家康と衝突を起こし、上杉氏との関係は同じく武田氏と手切れとなった相模北条氏や武田氏と友好関係をもつ将軍・義昭と織田信長らとの関係で推移する。
永禄11年（1568年）3月、越中国の一向一揆と椎名康胤が武田信玄と通じたため、越中国を制圧するために一向一揆と戦うも決着は付かなかった（放生津の戦い）。7月には武田軍が信濃最北部の飯山城に攻め寄せ、支城を陥落させる等して越後国を脅かしたが、上杉方の守備隊がこれを撃退。さらに輝虎から離反した康胤を討つべく越中国へ入り、堅城・松倉城をはじめ、守山城を攻撃した。
ところが時を同じくして、5月に信玄と通じた上杉家重臣で揚北衆の本庄繁長が謀反を起こしたため、越後国への帰国を余儀なくされる。反乱を鎮めるため輝虎はまず、繁長と手を組む出羽尾浦城主・大宝寺義増を降伏させ、繁長を孤立させた。その上で11月に繁長の居城・本庄城に攻撃を加え、謀反を鎮圧する（本庄繁長の乱）。
この頃、前述のように甲斐武田氏と駿河今川氏は関係が悪化し、同年11月25日に今川氏真は武田氏の当敵である上杉氏に和平を持ち掛け信濃への牽制を要請しているが、謙信はこれを退けている。
永禄12年（1569年）、蘆名盛氏・伊達輝宗の仲介を受け、本庄繁長から嫡男・本庄顕長を人質として差し出させることで、繁長の帰参を許した。また繁長と手を結んでいた大宝寺義増の降伏により、出羽庄内地方を手にする。

### 越相同盟
永禄11年（1568年）12月6日、武田信玄は甲相駿三国同盟を破って駿河国へ侵攻した（詳細は「駿河侵攻」を参照）。この信玄の動きに北条氏康は猛反発し、北条氏は武田氏と断交し、激しく敵対するようになった。今川氏真は北条氏に救援を求め、北条氏康が駿河に出兵して武田軍と対決したが、武田軍は今川氏真の率いる今川軍を打ち破り、駿府城を攻略し、駿河国を併合した。これにより武田氏と北条氏の間の均衡が崩れて、北条氏康の居城・小田原城に大きな危機が迫った。この時、北条氏は東に里見氏、北に上杉氏、西に武田氏と、三方向から敵に囲まれる苦しい情勢となった。こうして、北条氏康は、長年敵対してきた輝虎との和睦を考えるようになった。

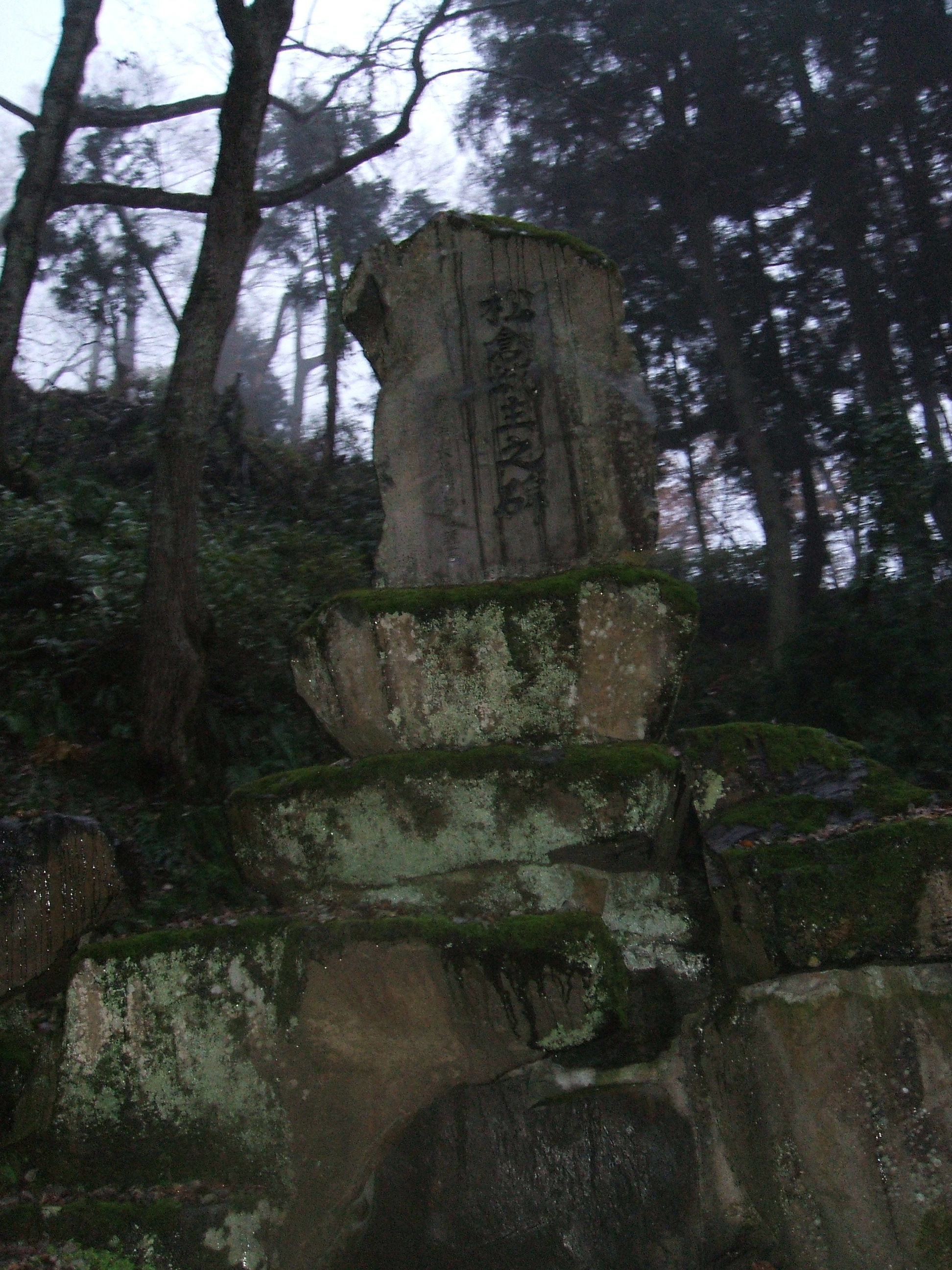
松倉城内にある「松倉城主の碑」

永禄12年（1569年）1月、北条氏康は輝虎に和睦を提案した。これに対し輝虎は当初、この和睦に積極的でなかった。しかし度重なる関東出兵で国内の不満が高まっており、また上杉方の関宿城が北条氏照の攻撃に晒されていた（第二次関宿合戦）。この城の危機を救うためにも上杉輝虎は北条氏との和議を検討し始めた。
永禄12年（1569年）3月、上杉輝虎は信玄への牽制の意図もあり北条氏との講和を受諾、宿敵ともいえる北条氏康と同盟する（越相同盟）。
この同盟に基づき、北条氏照は関宿城の包囲を解除、上野国の北条方の豪族は輝虎に従った。北条高広も帰参が許された。輝虎は北条氏に関東管領職を認めさせた上、上野国を確保した。これより輝虎は本格的に北陸諸国の平定を目指すことになった。しかし一方で、北条氏の擁する足利義氏を古河公方として認めることにもなり、越相同盟により上杉方の関東諸将は輝虎に対して不信感を抱く結果となった。長年に亘り北条氏と敵対してきた里見義弘は輝虎との同盟を破棄し、信玄と同盟を結ぶなど北条氏と敵対する姿勢を崩さなかった。なお輝虎はこの年の閏5月、足利義昭の入洛を祝し、織田信長に鷹を贈っている。
永禄12年（1569年）8月、上杉軍は前年に続いて越中へ出兵し、椎名康胤を討つため大軍を率いて松倉城を百日間に亘り攻囲した（松倉城の戦い）。その後、上杉軍は支城の金山城を攻め落としたものの、武田信玄率いる武田軍が上野国へ侵攻したため輝虎は松倉城の攻城途中で帰国し、上野の沼田城に入城した。
元亀元年（1570年）1月、下野において再び佐野昌綱が背いたため、上杉軍は唐沢山城を攻撃するも、攻め落とすことは出来なかった。
4月、輝虎は北条氏康の七男（異説あり）である北条三郎を養子として迎えた。その後、輝虎は、三郎のことを大いに気に入って景虎という自身の初名を与えるとともに、一族衆として厚遇したという。
10月、北条氏康から支援要請を受けたため上杉軍は上野国へ侵攻し、武田軍と交戦した後、年内に帰国した。
12月、上杉輝虎は法号「不識庵謙信」を称した（これ以降、上杉謙信となる）。
元亀2年（1571年）2月、謙信は2万8000人の兵を率いて再び越中国へ出陣。椎名康胤が立て籠もる富山城を攻撃した。さらに、数年に亘り謙信を苦しめた新庄城・守山城などを攻撃した。康胤は激しく抗戦を続けたが、上杉軍はこれらの城を落城させた。その後、康胤は再起を目指して落ち延びて、越中一向一揆と手を組み、協同して謙信への抵抗を続けた。その後、両者の間では、富山城を奪い合う戦いが幾度となく繰り返され、越中支配をかけた謙信と越中一向一揆の戦いは熾烈を極めることになった（越中大乱）。
元亀2年（1571年）11月、北条氏政から支援要請があったため上杉軍は関東へ侵攻した。佐竹義重が武田信玄に通じて小田氏治を攻めたため、謙信は上野総社城に出陣して氏治を援助した。なおこの年の2月、謙信と共に信玄と敵対している徳川家康は、新春を祝して謙信に太刀を贈っている。

### 越中一向一揆・北条との戦い
元亀2年（1571年）10月、関東の覇権を長年争った北条氏康が世を去った。
元亀3年（1572年）1月、北条氏の後を継いだ北条氏政は上杉との同盟を破棄、武田信玄と再び和睦したため、謙信は再び北条氏と敵対する。また上洛の途につく信玄は、謙信に背後を突かれないため調略により越中一向一揆を煽動。これにより謙信は主戦場を関東から越中国へ移すことになる。

### 富山城の戦い
元亀3年（1572年）1月、上杉軍は利根川を挟んで厩橋城の対岸に位置する武田方の付城・石倉城を攻略する。相前後して押し寄せてきた武田・北条両軍と利根川を挟み対峙した（第一次利根川の対陣）。
元亀3年（1572年）5月、武田信玄に通じて加賀一向一揆と合流した越中一向一揆が日宮城、白鳥城、富山城など上杉方の諸城を攻略するなど、一向一揆の攻勢は頂点に達する。8月、謙信は越中へ出陣し、新庄城に布陣。その後、富山城の一揆勢は9月17日未明には小旗を畳んで日宮城方面に退却した（『上杉文書』）。(尻垂坂の戦い参照)
上杉軍は神通川を越えて西進し、翌18日には滝山城にも攻撃を開始し、年末にこれを制圧した。また、11月には大規模に動員した信玄と交戦状態に入った織田信長からの申し出を受け、同盟を締結した。信長は11月20日付けで謙信に「信玄の所行、まことに前代未聞の無道といえり、侍の義理を知らず、ただ今は都鄙を顧みざるの私大、是非なき題目にて候」「永き儀絶(義絶)たるべき事もちろんに候」「未来永劫を経候といえども、再びあい通じまじく候」と書状を送っている。
元亀4年（1573年）正月、椎名康胤方の松倉城が開城。
4月、宿敵・武田信玄が病没して武田氏の影響力が薄らぐ。
天正元年（1573年）8月、謙信は越中国へ出陣して増山城・守山城など諸城を攻略。さらに上洛への道を開くため加賀国まで足を伸ばし、一向一揆が立て籠もる加賀・越中国境近くの朝日山城を攻撃、これにより越中の過半を制圧した。一向一揆は謙信が越中から軍を引き上げる度に蜂起するため、業を煮やした謙信は、ついに越中を自国領にする方針を決める。さらに江馬氏の服属で飛騨国にも力を伸ばした。

### 北条氏政との戦い

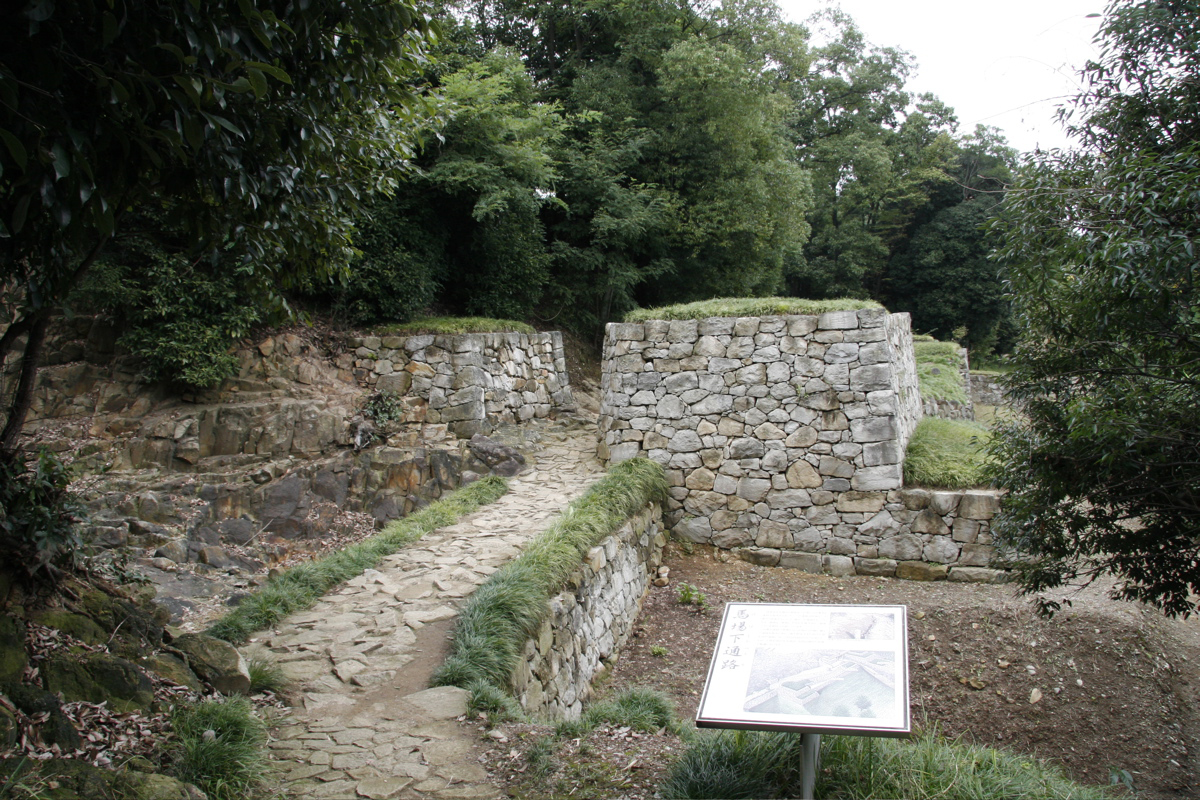
金山城址

天正元年（1573年）8月、謙信が越中朝日山城を攻撃していた時、北条氏政が上野国に侵攻していた。
上洛を目指す謙信の主戦場は既に関東でなく越中国であったが、後顧の憂いを無くすため、天正2年（1574年）、8,000の兵を率いて関東に出陣し上野金山城主の由良成繁を攻撃、3月には膳城、女淵城、深沢城、山上城、御覧田城を立て続けに攻め落とし戦果をあげた。しかし成繁の居城である要害堅固な金山城を陥落させるに至らなかった（金山城の戦い）。
さらに武蔵における上杉方最後の拠点である羽生城を救援するため4月、上杉軍は北条氏政と再び利根川を挟んで相対する（第二次利根川の対陣）。しかし、増水していた利根川を渡ることは出来ず、5月に越後国へ帰国。羽生城は閏11月に自落させた。
天正2年（1574年）、北条氏政が下総関宿城の簗田持助を攻撃するや、10月に謙信は関東へ出陣、武蔵国に攻め入って後方かく乱を狙った。謙信は越中平定に集中していたが、救援要請が届くと軍を転じて関東に出陣した。上杉軍は騎西城、忍城、鉢形城、菖蒲城など諸城の領内に火を放ち北条軍を牽制したが、佐竹など関東諸将が救援軍を出さなかったため、北条の大軍に攻撃を仕掛けることまでは出来なかった。このため関宿城は結局降伏することとなった（第三次関宿合戦）。
閏11月に謙信は北条方の古河公方・足利義氏を古河城に攻めているが、既に関東では上杉派の勢力が大きく低下していた。
12月19日、伝法灌頂を受けて、正式に出家すると共に、法印大和尚に任ぜられる。なおこの年の3月、織田信長から狩野永徳筆の『洛中洛外図屏風』を贈られる。
天正3年（1575年）1月11日、養子の喜平次顕景の名を景勝と改めさせ、弾正少弼の官途を譲った。

### 本願寺との講和と織田信長との戦い
天正4年（1576年）2月以降、毛利輝元の庇護の受けていた足利義昭が反信長勢力を糾合し、同年5月頃からは義昭の仲介で甲斐武田氏・相模後北条氏との甲相越三和が試みられている。
同年4月、謙信は織田信長との戦いで苦境に立たされていた石山本願寺の顕如と和睦交渉を開始、5月中旬に講和を承諾し、成立させた。このとき、上杉側で本願寺との交渉にあたったのは、山崎秀仙であった。
謙信が本願寺と講和した背景には、足利義昭が毛利氏の庇護下で鞆城に落ち着き、義昭自身が謙信に幕府再興の援助を求めたからだとされる。また、前年に信長は本願寺を攻撃、さらに越前国に侵攻したため、顕如と越前の一向宗徒は謙信に援助を求めていた。顕如は謙信を悩ませ続けていた一向一揆の指導者であり、これにより上洛への道が開けた。甲相越一和は成立しなかったものの、謙信と本願寺との講和によって、信長包囲網が築き上げられたのである。だが、謙信が本願寺や毛利輝元との同盟を決めたことで、信長との同盟は破綻し、上杉氏と織田氏は以後敵対し続けた。
5月、毛利輝元が謙信に上洛を呼びかけたことで、6月に謙信は輝元の叔父・小早川隆景に対して、来春には上洛するように伝えている。また、10月には足利義昭からも信長討伐を求められており、謙信は上洛を急ぐことになる。なお、この時期、織田信長は朝廷から内大臣に、次に右大臣に任命されており、朝敵になったわけでもなく、単に織田政権と室町幕府（足利将軍家）との武家同士の紛争に過ぎない。

### 越中・能登平定
天正4年（1576年）9月、管領畠山氏が守護を務める越中国に侵攻して、一向一揆支配下の富山城、栂尾城、増山城、守山城、湯山城を攻め落とした。次いで椎名康胤（越中守護代）の蓮沼城を陥落させ康胤を討ち取り、ついに越中を平定した。
謙信の次の狙いは、能登国の平定であった。特に能登国の拠点・七尾城を抑えることは、軍勢を越後国から京へ進める際、兵站線を確保する上で重要であった。当時の七尾城主は戦国大名畠山氏の幼い当主・畠山春王丸であったが、実権は重臣の長続連・綱連父子が握っていた。城内では信長に付こうとする長父子と謙信に頼ろうとする遊佐続光が主導権争いをしており、内部対立があった。謙信は平和裏に七尾城を接収しようとするも、畠山勢は評議の結果、抗戦を決した。これにより、七尾城の戦いが勃発する。

### 七尾城の戦い

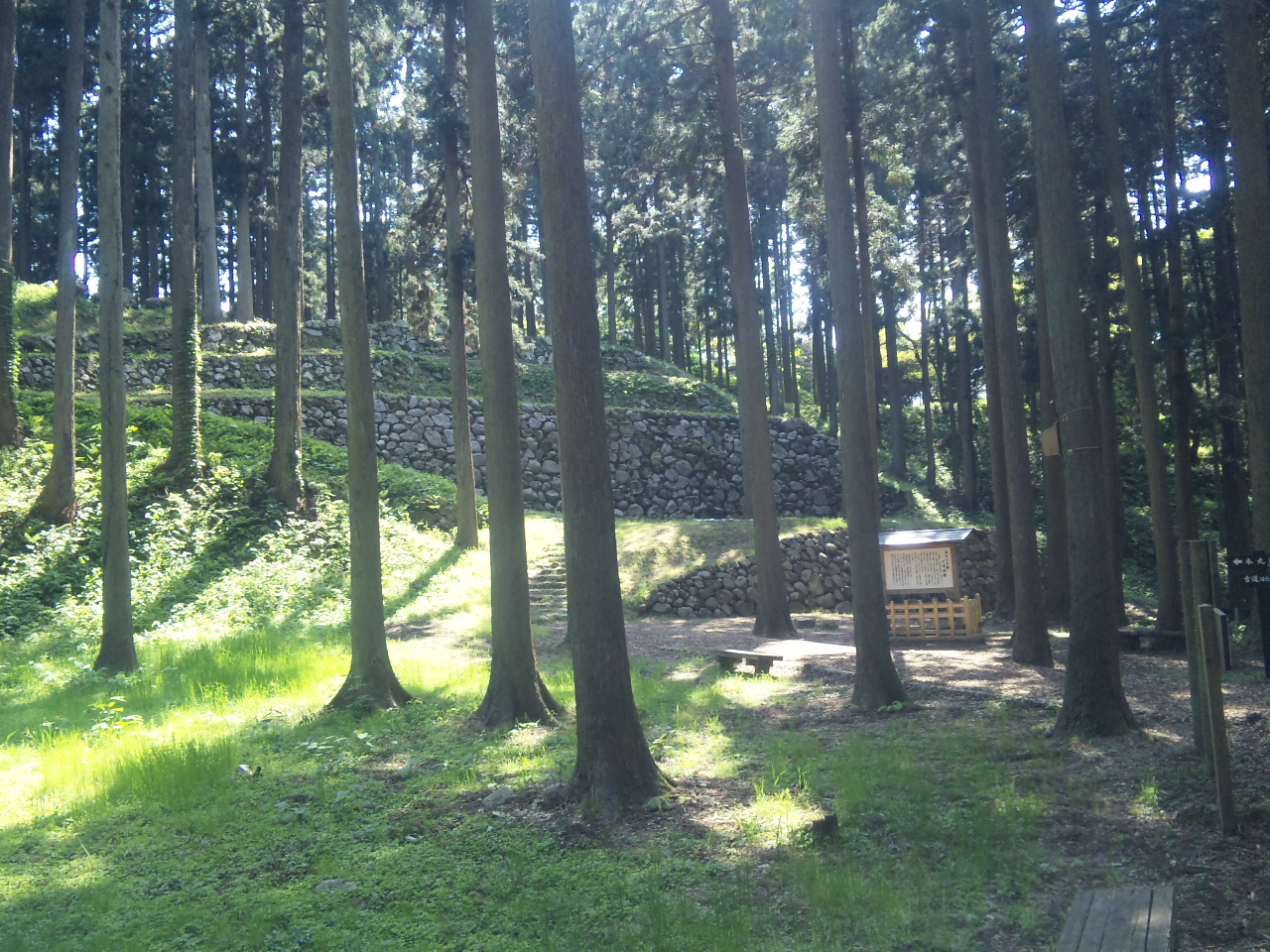
七尾城址（桜馬場石垣）

天正4年（1576年）11月、謙信は能登国に進み、熊木城、穴水城、甲山城（かぶとやまじょう）、正院川尻城（しょういんかわしりじょう）、富来城（とぎじょう）など能登国の諸城を次々に攻略した後、七尾城を囲んだ（第一次七尾城の戦い）。しかし七尾城は石動山系北端・松尾山山上に築かれた難攻不落の巨城であり、力攻めは困難であった。付城として石動山城を築くものの攻めあぐねて越年する。
天正5年（1577年）、関東での北条氏政の進軍もあり、春日山に一時撤退した。その間に敵軍によって上杉軍が前年に奪っていた能登の諸城は次々に落とされた。関東諸将から救援要請を受けていた謙信のもとに、能登国での戦況悪化に加え、足利義昭や毛利輝元から早期の上洛を促す書状が届く。
これに至り謙信は反転を決意し、同年閏7月、再び能登に侵攻して諸城を攻め落とし、七尾城を再び包囲する（第二次七尾城の戦い）。このとき、城内で疫病が流行、傀儡国主である畠山春王丸までもが病没したことにより厭戦気分が蔓延していた。しかし、守将の長続連は、織田信長の援軍に望みをつないで降伏しようとはしなかった。このため、謙信は力攻めは困難とみて調略を試みる。
そして、9月15日、遊佐続光らが謙信と通じて反乱を起こした。信長と通じていた長続連らは殺され、ついに七尾城は落城。この2日後の17日には加賀国との国境に近い能登末森城を攻略。

### 手取川の戦い
謙信が七尾城を攻めていた天正5年（1577年）、長続連の援軍要請を受けていた信長は、七尾城を救援する軍勢の派遣を決定、謙信との戦いに踏み切る。総大将・柴田勝家の下、羽柴秀吉、滝川一益、丹羽長秀、前田利家、佐々成政ら3万余の大軍は、8月に越前北ノ庄城に結集。同月8日には七尾城へ向けて越前国を発ち、加賀国へ入って一向一揆勢と交戦しつつ進軍した。しかし途中で秀吉が、総大将の勝家と意見が合わずに自軍を引き上げてしまうなど、足並みの乱れが生じていた。
9月18日、勝家率いる織田軍は手取川を渡河、水島に陣を張ったが、既に七尾城が陥落していることすら認知していなかった。織田軍が手取川を越えて加賀北部へ侵入したことを知るや、謙信はこれを迎え撃つため数万の大軍を率いて一気に南下。加賀国へ入って河北郡・石川郡をたちまちのうちに制圧し、松任城にまで進出した。
9月23日、ようやく織田軍は七尾城の陥落を知る。さらに謙信率いる上杉軍が目と鼻の先の松任城に着陣しているとの急報が入り、形勢不利を悟った勝家は撤退を開始。それに対して謙信率いる上杉軍本隊の8千人は23日夜、手取川の渡河に手間取る織田軍を追撃して撃破した（手取川の戦い）。

### 最期
天正5年（1577年）12月18日、謙信は春日山城に帰還し、12月23日には次なる遠征に向けての動員令を発した。天正6年（1578年）3月15日に遠征を開始する予定だった。
しかし、その6日前である3月9日、遠征の準備中に春日山城内の厠で倒れ、昏睡状態に陥り、その後意識が回復しないまま、3月13日の未の刻（午後2時）に死去した。享年49。倒れてからの昏睡状態により、死因は脳溢血との見方がある。
天正4年12月に正式に真言宗の僧侶となった謙信は、春日山城を高野山に、北の丸にあった大乗院を金剛峯寺に例え、空海の眠る奥之院に倣って自らの遺骸を葬る建物を春日山城内に設けることとして直ちに工事を開始、翌年3月には自らの号「不識庵」にちなんで「不識院」と命名している。自らを即身仏として春日山城に安置することや葬儀の手法などは、謙信自身が生前に定めていたと考えられ、突然の急死であったにも関わらず、死去からわずか2日後である3月15日には謙信の葬儀が行われている。
一方で、生涯独身で養子とした景勝・景虎のどちらを後継にするかを決めていなかった為、上杉家の家督の後継をめぐって御館の乱が勃発した。勝利した上杉景勝が、謙信の後継者として上杉家の当主となったが、内乱によって上杉家の勢力は衰えることとなる。
未遂に終わった遠征では上洛して織田信長を打倒しようとしていたとも、関東に再度侵攻しようとしていたとも推測されるが、詳細は不明である。

## 没後
謙信没後、上杉景勝は御館の乱を制したものの、この数年にわたった内乱で上杉家中の疲弊、衰退は激しく、謙信が晩年に交戦状態となった織田信長の攻撃を受け、滅亡寸前まで追い込まれた。しかし、本能寺の変で信長が横死したため滅亡は免れ、天下人の地位を引き継いだ豊臣秀吉と連携。豊臣政権では会津へ加増・移封された。同じ五大老の徳川家康により会津征伐の対象とされ、関ヶ原の戦いで西軍が敗れたため、家康に降伏。減封され、米沢へ移されて江戸時代を迎えた。
米沢藩主となった上杉家では、江戸時代前期の延宝2年（1674年）4月に藩主・上杉綱憲の傅役である竹俣充綱が上杉家の家史編纂を進言し、延宝5年（1688年）に正式に開始され、元禄9年（1696年）5月には『謙信公御年譜』が完成している。

## 築城
既に頚城・新川・北信に多くの城を保持していた長尾・上杉氏にあっては、謙信が新たに築城した城は少ないが、川中島の戦いや七尾城の戦いに備え本格的に築城した例として以下が記される。
- 飯山城（信濃国）[注釈 13] - のちに城将の岩井信能は城下町の整備を行ない、現在まで続く飯山市の発展の礎を築いた。
- 石動山城（能登国） - 天平寺の石動山衆徒の拠点である大宮坊の砦を利用して築城。直江景綱を城将として置いた[52]。

## 人物

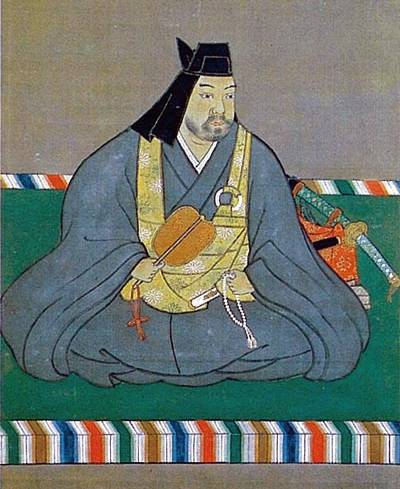
上杉謙信像（上杉神社蔵）

### 身体的特徴
吉川元春（毛利輝元の叔父）の使者・佐々木定経が謙信と対面したとき、「音に聞こえし大峰の五鬼、葛城高天の大天狗にや」 と謙信のことを大天狗扱いするなど、「六尺近い偉丈夫」が有力説とされてきたが、「小柄」と表記されている文献もいくつか存在し、謙信の身長については諸説があり定かではないのが実情である。
誓文の血判から判定された血液型はAB型である。

### 宗教・文化的側面

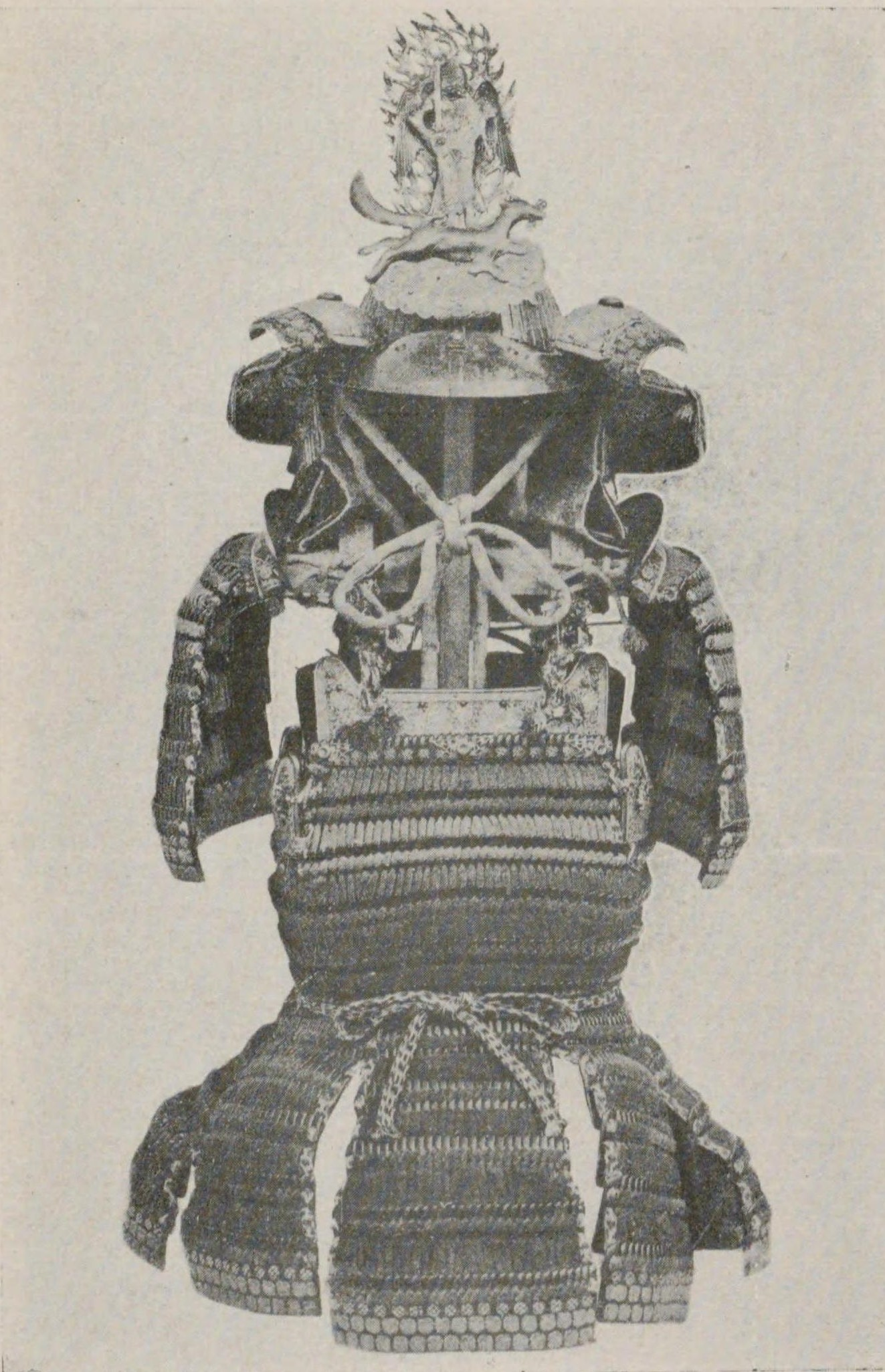
上杉謙信所用の甲冑と伝わる「色々威腹巻」（上杉神社蔵、重要文化財）。室町時代の作。兜の前立は飯綱明神。

謙信は武神毘沙門天の熱心な信仰家で、本陣の旗印にも「毘」の文字を使った。また、三宝荒神を前立に使った変わり兜を所有していたとされる。
青年期までは曹洞宗の古刹である林泉寺で師の天室光育から禅を学び、上洛時には臨済宗大徳寺の徹岫宗九のもとに参禅し「宗心」という法名を受けた。晩年には真言宗に傾倒し、高野山金剛峯寺法印で無量光院住職であった清胤から伝法灌頂を受け阿闍梨権大僧都の位階を受けている。
戦略家・戦術家としてだけではなく、和歌に通じ達筆でもあり、近衛稙家から和歌の奥義を伝授されるなど、公家との交流も深い文化人でもあった。特に『源氏物語』を始めとする恋愛物を好んで読んでおり、上洛した際に開催した歌会でも見事な雅歌（恋歌）を読み、参加者全員を驚かせたと言う。琵琶を奏でる趣味もあった。
七尾城の戦いのとき、謙信は有名な『十三夜』の詩（七言絶句の漢詩）を作ったという。この詩は頼山陽の『日本外史』に載せられて広く知られることになったが、『常山紀談』や『武辺噺聞書』ではこれと少し違っているため、頼山陽が添削したものとみられている。また、十三夜は七尾落城の二日前であり謙信が本丸に登っていないことや、和歌によく通じた謙信も漢詩はこの他に一度も作っていないことなどから、これを不自然とし、この詩自体が後世の仮託とみなす説もある。

### 内政・諜報

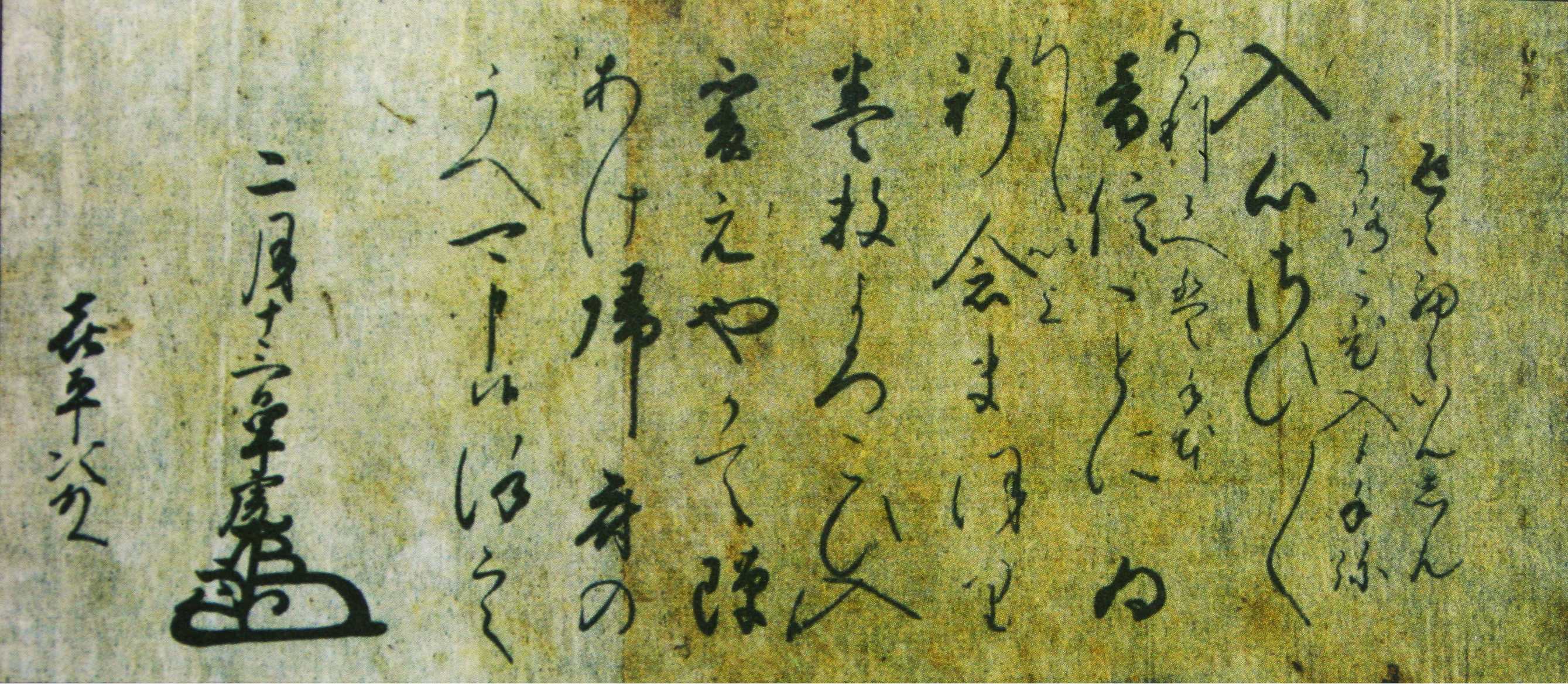
上杉謙信の書状

内政面においては、上杉謙信は衣料の原料となる青苧を栽培し、日本海ルートで全国に広め、その収入を国の財源とした。そして、領内の物産流通の精密な統制管理を行い、莫大な利益を上げた。
青苧（あおそ）とは、苧（からむし）・苧麻（ちょま）を水にさらし、細かくさいた衣服の原料で、古くから「越後上布」（じょうふ）の材料とされていた。
中世には、青苧を取引する商人たちは自分たちの同業者の団体「青苧座」を結成し、青苧を正式に販売する権利を得るために金銭（「座役」）を公家に上納して、自分たちの独占販売権を確立した。
室町時代の天王寺青苧座の商人たちは、公家の三条西家に座役（＝商売の権利金のこと）を納めて青苧の専売の許可を得ていた。そして、天王寺青苧座の商人は、越後に行き、他の商人を排除して優先的に青苧を買い付けていた。
しかし、15世紀後半になると、越後の守護の上杉家の下で方針が変わり、越後国内で「越後衆」（実態不明）と呼ばれる人々が台頭し、青苧の取引の主導権を得るようになった。
それ以後、天王寺青苧座の商人は青苧を越後で優先的に買い付けることができなくなった。
越後の長尾家で財政担当者の蔵田五郎左衛門（越後の御用商人）は「越後衆」の代表として、三条西家に直接行って、青苧の座役を納めた。
享禄3年（1530）、守護代の長尾為景が越後の実権を握ると、蔵田五郎左衛門は越後の財務責任者として越後全体の青苧の流通および課税の統制強化を図り、越後の財政を支えた。 青苧市場での越後衆の優越的な状態は、江戸幕府の成立まで続いた。
謙信が死去した時、春日山城には2万7140両の蓄えがあったという。

### 女性関係
生涯不犯（妻帯禁制）を貫いたとされ、子供は全員（上杉景勝、上杉景虎、畠山義春、山浦国清）養子だった。
ただし、謙信の「新造」論（後述）を指摘する黒田基樹は謙信が生涯不犯の話は江戸時代になってから登場する話であるとしている。
謙信には複数の恋物語が伝わる。一つは、彼がまだ二十代の折、敵将の上野・平井城主千葉采女の娘である伊勢姫と恋に落ちたが、重臣（柿崎景家ら）の猛烈な反対によって引き裂かれ、娘が剃髪出家した後、ほどなくして自害してしまい、食事ものどを通らず病床に伏せてしまうほどに心を痛めたというものがある（『松隣夜話』）。
一方で、妻が存在していた可能性もある。『安田本長尾系図』には、長尾晴景の娘が景虎（謙信）に嫁いだとする記述がある。また、高野山清浄心院所蔵の「越後過去名簿」には永禄2年（1559年）に府中御新造のための逆修供養の依頼が記述されている。例外はあるものの、「新造」という言葉は妻を指すことが一般的で、普通に解釈すると府中すなわち国主である謙信の妻という意味となる。更に関東管領就任直後の永禄4年（1561年）6月に謙信が家臣の蔵田五郎左衛門尉に充てた書状には謙信が関東管領に就任したからには本拠地を越後から関東に移すべきだという声が関東の国衆から上がっていることに触れ、取り敢えずの対応として「新造」を関東に送りたいとの意向を示している。長尾家中の他の女性（晴景の未亡人など）が妻のいない謙信に代わって「新造」として家の奥を取り仕切っていた可能性も否定は出来ないものの、現存史料からは永禄年間初頭には謙信の正妻に相当する女性が存在していた可能性が高い。その場合には前述の晴景の娘が有力であるが、現時点では確定できる史料は見つかっていない。

### 食事関係
家臣達は、謙信の食事により出陣の有無を知ったという。これは、日頃は倹約に努め質素に過ごす謙信が、戦の前になると飯を山のように炊かせ、山海の珍味を豊富に並べ、部下将兵に大いに振舞ったためである。日ごろの倹約ぶりを知る部下たちはその豪勢な食事に喜び、結束を固くした。これが客をもてなす「お立ち飯」「お立ち」として、今なお、新潟県や山形県の一部に風習として残っている。

### 健康面・死因
左脚に関する傷病歴
7歳の時、河中に落ちて左の膝を激しく打ち、後に（天文12年（1543年）頃）刈谷田川で長尾俊景と戦闘した際に、左の内股に矢傷を受け、大きな傷痕を残したという。また、永禄4年から5年（と見られる）に、左脚が気腫になり、歩く時に引きずる様子が見られた。戦場では杖代わりに三尺ばかりの青竹を引っ提げて、軍兵を指揮したという（『常山紀談』）。
その他の傷病歴
- 永禄2年（1559年）6月、二度目の上洛中に腫れ物を患う。腫物医の診断によると癰（よう）という重度のおできで、気血の滞留が病因と診られた。背中に出来た腫れ物を家臣たちが口で吸い出して治療にあたり、ほどなく治癒したと伝わる。
- 永禄4年（1561年）、関東出陣中に腹痛を患っている。同じ頃、上杉憲政も体調を崩しており、帰国途中で当時はまだ上杉氏の勢力圏下にあった草津温泉で憲政と共に療養している。この時期に上杉方の武将の間で体調を崩す者が多く、長野業政のように死去に至る者も出ているため、上杉軍の陣中で伝染病が流行ったのではないか、とする説もある。
- 永禄8年（1565年）36歳の時、瘧（熱病）に罹る（花ヶ前盛明 年表）。卒去したとの流言蜚語が乱れ飛んだ。また、左脚が不自由になったのは、この際に併発した急性関節炎によるものとする説もある。
- 元亀元年（1570年）10月、41歳の時に軽い中風を発症した。

死因
生前の謙信は大の酒好きだったことで知られ、過度の飲酒や食生活（塩分の摂り過ぎなど）による糖尿病性高血圧が原因の脳血管障害とみられ定説となっている。謙信の史料を見た医師たちの所見も、「高血圧症、糖尿病、アルコール依存症、躁鬱気質」だったとする見解が多い。または、胃癌もしくは食道癌と脳卒中が併発したとする説もある。伊東潤と乃至政彦の共著『関東戦国史と御館の乱』（洋泉社歴史新書y）163-165頁では、景勝が遺言で後継者に指名された旨を諸方に知らせており、謙信に遺言を残せる意識はあったと書状の受け取り側が解釈することを前提としており、書状にある「虫気」は「ちゅうき」でなく「むしけ」すなわち重い腹痛と解釈して、急性膵炎や腹部大動脈瘤（破裂）などが死因の可能性があると推論している。

### 辞世の句
- 「極楽も 地獄も先は 有明の 月の心に 懸かる雲なし」
- 「四十九年 一睡の夢 一期の栄華 一盃の酒」

## 逸話

### 性格・行動
甥の喜平次（後に養子となる景勝）に宛てて身の上を案じる手紙を頻繁に送るなど、子煩悩な一面をみせている。特に関東在陣中の永禄5年（1562年）2月13日には、当時8歳だった喜平次に習字の手本として自ら『伊呂波尽手本』（いろは文字）を書いて送っている。手紙の本文も叔父らしい情け深いものだった。
主君である謙信に対して2度も謀反を起こした家臣の北条高広を2度とも許し、帰参させている。また謙信に対し幾度も反乱を起こした佐野昌綱に対しても、降伏さえすれば命を奪うことはしなかった。同様に、家臣である本庄繁長が挙兵した際も、反乱を鎮圧した後に繁長の帰参を許している。
一方で規律を守るため厳しい処置を行ったという伝承も存在した。謙信の重臣である柿崎景家の死について、『景勝公一代略記』では景家と織田信長が内通しているとの噂を信じた謙信によって死罪に処されたものとしている。しかし近年ではこの説は疑問視されており、景家の最期は「病死、伏誅、手打ち、攻殺、逃亡」の5説があるという。また、信長と内通した末に誅殺されたのは景家の嫡子晴家だったとする説もある。更に景家・晴家父子は上杉景虎の側近であったが、謙信が景虎ではなく景勝を後継者に考えていることを知り、天正5年（1577年）11月に謙信が能登遠征に出ている隙を突いて景虎を擁立するクーデターを起こそうとして失敗して父子ともども処刑されたとする説もある。重臣・長尾政景の死についても宇佐美定満に命じて謀殺したとする伝えがある（『北越軍記』）が、信憑性に乏しい資料であるため近年では創作された可能性が高い説であるとされている。また、『謙信公御年譜』では、宇佐美定満と野尻池で舟遊びの最中、暑さを凌ぐために遊泳に興じたところ、酒に酔っていたこともあり溺死したと記している。謀殺説は謙信の厳格な一面を伝えているが、従来より史料批判とともにその信憑性が問われている。他にも北条軍に対する陣頭指揮を怠った厩橋城の城代・長尾謙忠を、謀反の疑い有りとして誅殺している。
永禄4年（1561年）、関東管領の就任式では忍城主・成田長泰の非礼に激昂し、顔面を扇子で打ちつけたと書かれている書物がある。諸将の面前で辱めを受けた長泰は直ちに兵を率いて帰城してしまったという。原因は諸将が下馬拝跪する中、長泰のみが馬上から会釈をしたためであったが、成田氏は藤原氏の流れを汲む名家で、武家の棟梁である源義家にも馬上から会釈を許された家柄であったとも言われている。謙信はこの故事を知らなかったと思われるが、この事件によって関東諸将の謙信への反感が急速に高まり、以後の関東進出の大きな足かせとなったとの説もある）。ただし、成田氏の地位はこのように尊大な態度を取れるほど高くはなく、義家を馬上で迎える先例も原史料では認められず、研究者間ではこの説を事実と認めていない。関東諸将の謙信への反感や離反の理由としても同様である。

### 部下への配慮
天正元年（1573年）8月に越中国と加賀国の国境にある朝日山城を攻めた際に、一向一揆による鉄砲の乱射を受けて謙信は一時撤退を命じたが、吉江景資の子・与次だけは弾が飛び交う中で奮戦して撤退しようとしなかったため、謙信は与次を陣内に拘禁した。驚いた周辺は与次を許すように申し入れたが、謙信は「ここで与次を戦死させたら、越後の父母（吉江景資夫妻）に面目が立たなくなる」とこれを拒んで、事情を吉江家に伝えている。与次は間もなく許されて、急死した中条景資の婿養子となって中条景泰と改名した。

### 出家騒動
家臣団の内部抗争、国人層の離反、信玄との戦いが膠着状態に陥りつつある状況に嫌気がさした謙信（当時は長尾景虎）は毘沙門天堂に篭ることが多くなり、次第に信仰の世界に入っていくようになった。
弘治2年（1556年）3月23日、27歳の謙信は、突然、家臣団に出家の意向を伝え、6月28日には春日山城を出奔、高野山を目指した。しかし8月17日、大和国の葛城山山麓の葛上郡吐田郷村で家臣が追いつき必死に懇願した結果、謙信は出家を思い止まった。謙信の奇矯な性格をよく表している逸話とされているが、家臣団が謙信に「以後は謹んで臣従し二心を抱かず」との誓紙を差し出したことで騒動は治まっていることから、人心掌握を目的とした計画的な行動だったともいわれている。
この当時、本庄実乃・上野家成派と大熊朝秀・下平吉長派に分かれて家中を二分する対立が起こっており、蘆名氏や武田氏を巻き込んで越後国は騒乱状態にあった。この出家騒動以後、家臣団のほとんどは引き続き謙信に臣従したが、大熊朝秀はこれを機に越後を出奔、武田信玄の許に逃れて以降は武田氏に重用されている。

### 宿敵・武田信玄

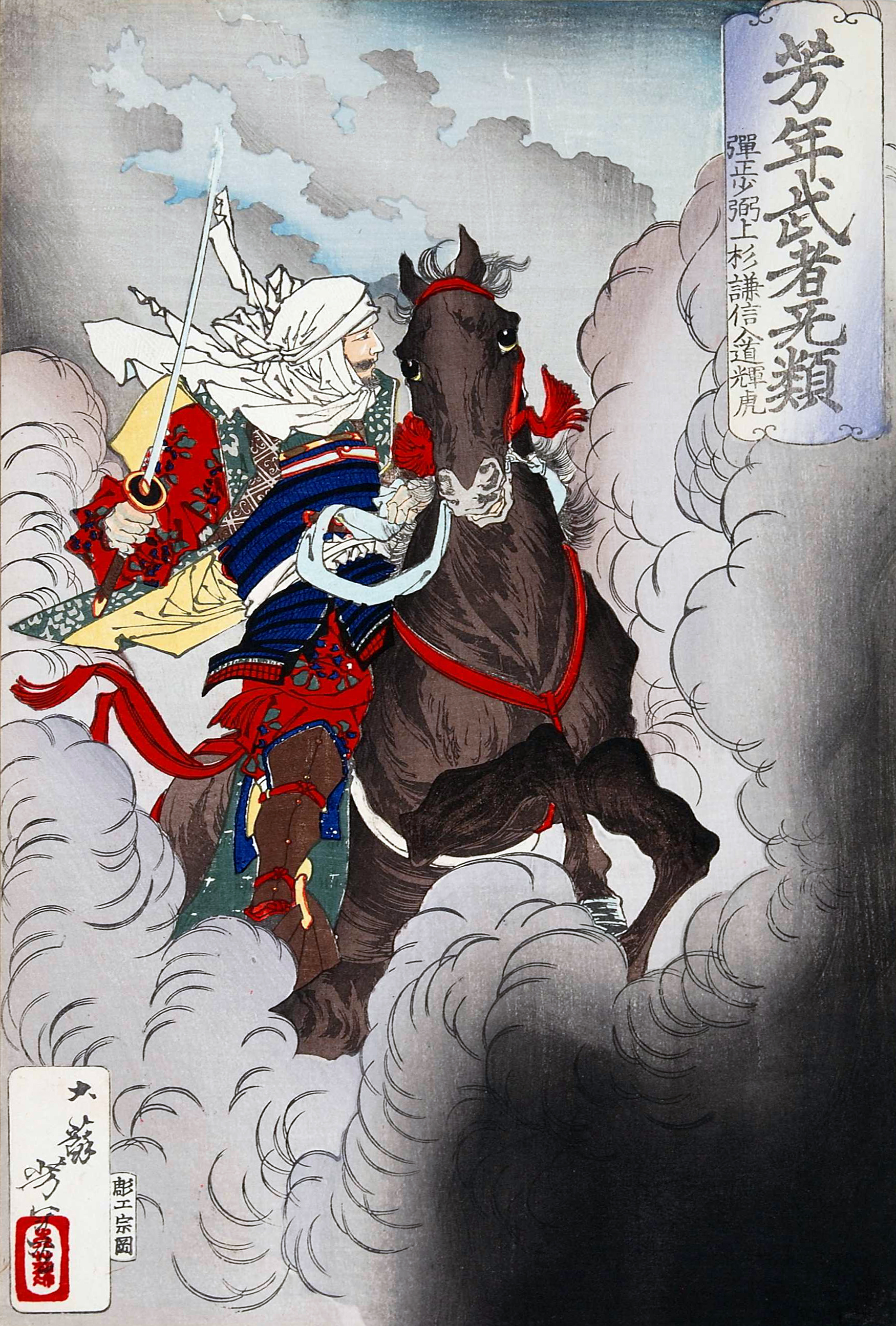
『芳年武者旡類：弾正少弼上杉謙信入道輝虎』（月岡芳年作）

信玄との生涯に亘る因縁からか、それが転じて二人の間には友情めいたものがあったのではないかと現在でも推測されることがある。
信玄は永禄10年（1567年）に同盟国の駿河今川氏真との関係が悪化し塩止めを受けているが（『萩原芦沢文書』）、武田氏領国の甲斐・信濃は内陸のため、塩が採れない。これを見越した氏真の行動であったが、謙信はこの氏真の行いを「卑怯な行為」と批判し、「私は戦いでそなたと決着をつけるつもりだ。だから、越後の塩を送ろう」といって、信玄に塩を送ったという。この逸話に関しては信頼すべき史書の裏付けがなく、後世の創作ではないかとも考えられているが、少なくとも謙信が今川に同調して塩止めを行ったという記録はない。
この時、感謝の印として信玄が謙信に送ったとされる福岡一文字の在銘太刀「弘口」一振（塩留めの太刀）は重要文化財に指定され、東京国立博物館に所蔵されている。『日本外史』では信玄の死を伝え聞いた食事中の謙信は、「吾れ好敵手を失へり、世に復たこれほどの英雄男子あらんや」と箸を落として号泣したという。『関八州古戦録』でも同様の話を伝えられている。また、『松隣夜話』では信玄の死後3日間城下の音楽を禁止した。理由には「信玄を敬うというより武道の神へ礼を行なうため」と挙げている。「信玄亡き今こそ武田攻めの好機」と攻撃を薦める家臣の意見を「勝頼風情にそのような事をしても大人げない」と退けている。一方で上記の逸話は後世の創作の可能性もあり、謙信は信玄をかなり嫌っていたとも伝えられている。信玄が父親を追放したり、謀略を駆使して敵を貶めたりするのは謙信に言わせるところの道徳観に反しており、謙信は信玄の行いに激怒したという。信玄との利益を度外視した数々の闘争は、謙信が純粋に信玄を嫌っていたことが原因だという説もある。

### 唐沢山城の逸話
北条氏政により栃木城（唐沢山城）が攻囲された際、8千人の兵を率い救援に向かった謙信は、自らが物見をして城主・佐野昌綱の危急を感知した。謙信は「ここまで来て昌綱を死なせてしまっては後詰としての名折れだ、ここは運を天にまかせ、自分が敵の陣を駆け抜けて城に入り力を貸そう」と言い、甲冑を着けずに黒い木綿の道服と白綾の鉢巻のみを身に付け、愛用の十文字槍を持ち、またいずれも白布の鉢巻をさせた馬廻や近習などと、主従合わせ数十騎（諸説あり）ばかりで北条勢3万5000人の敵中に突入した。敵方はただ唖然として見つめ、襲えば何か奇計を用いて報いられると思い誰も攻めかからなかったため、作戦のままに謙信は入城したという（『関八州古戦録』）。これを見聞きした北条方の将兵は謙信をして「夜叉羅刹とは是なるべし」と大いに恐れたという（『常山紀談』『名将言行録』）。そして翌朝、謙信は佐野昌綱以下唐沢山籠城勢と供に攻囲の北条勢に攻め掛かり、自ら槍を取って奮戦、またそれに呼応して謙信が率いて来た越後勢（攻囲する北条勢の外側に在陣）も北条勢を攻撃、北条勢は約1千人余りの死傷者を出して唐沢山包囲から撤退した。

### その他の逸話
- 関東出兵時に人身売買を行った記録がある。上杉軍が小田城を攻略した際、捕虜にされた人たちが謙信の指図で売買されたとされる（『越佐史料』[信頼性要検証]）。
- 明治41年（1908年）9月7日には勤皇を評価され、従二位の贈位を受けたほか、上杉神社は別格官幣社に列せられている[76]。

## 評価

### 人物・総合的な評価

上杉神社内にある上杉謙信像

関東管領職にこだわり続けた面から、形式に拘る形式主義者、実質よりも権威を重んじる権威主義者、室町幕府体制の復興を願う復古主義者と評する声があるが、謙信の時代の関東や越後では畿内の幕府や管領などの権威と違い関東管領職の権威はある程度通用した、それ処か、室町時代より越後に勢力を持つ上杉一族の上に立ち、越後の各地で権力を拡大し自立を強める国人領主達を統合するためには、関東管領就任は何としても必要だった、との評もある。これに対して、室町時代に関東管領を世襲した山内上杉家は2度にわたって越後上杉家から養子を迎えたために京都では越後上杉家が山内上杉家に代わる新しい上杉家宗家になったという評価があったことを指摘して、宗家である越後守護家の守護代であった謙信が家格を喪失した山内上杉家を継承しても越後に勢力を持つ上杉一族には通用しなかった、との評もある。同時にそれ故に謙信自身が上杉姓を称することが出来るようになったことを背景に改めて自らの長尾上杉家を宗家とする新たな上杉氏一門を編成しようとしたとしている。また、権威や管領職への敬意は、謙信の義理堅さを表しているとも言える。謙信の関東出陣回数は17回であり、いったん広げた支配地域は北条・武田氏の攻勢やそれを受けた諸将の離反で次々縮小したが、謙信の義理堅さの表れと見る向きもある。
一方で、越相同盟で北条家の強い要請にも関わらず武田信玄との正面衝突を避けたこと、信濃・関東での南下政策が難航すると北陸侵攻に力を入れたことなどから、領土拡張や利害を慎重に判断していたと分析する現代の研究もある。謙信の美化は、江戸時代に紀州徳川家が後援した上杉流軍学の影響が指摘されるほか、上杉景勝以降の米沢藩も謙信を神格化して家中統一と権威付けを図った。
大義名分を盾に自己正当化をすることに拘り（合戦をする際に自身を正当化するのは秀吉や家康もしており当然ではあるが）、権威への羨望があったからこそ、山内上杉家を継いだとの説もある。ただし、元々は越後上杉家が守護を務め、越後上杉家の被官家臣が多くいた越後を統一するためには、上杉家宗家である山内上杉家の家督は必要不可欠であったとする指摘もある。当然、戦国期の上杉家宗家は越後上杉家であるとする見解を取る立場からすれば、宗家である越後上杉家の守護代から分家である山内上杉家の当主になったに過ぎないため、この指摘は成立しないことになる。
また、軍事面で評されることが多いが、謙信は内政面に関しても数多くの業績を残している。日本海側の海上交易の要衝としての利益も大きかった。豊富な資金力を生かして民政面でも成果を上げている。

特に、当時衣料の原料だった青苧の流通及び課税を統制し、利益を上げている。
なお、藤木久志は「上杉謙信は越後の民衆にとっては他国に戦争と言うベンチャービジネスを企画実行した救い主であるが、襲われた関東など戦場の村々は略奪を受け地獄を見た」と、通常言われる義人・上杉謙信像とは別の上杉軍の姿こそが実態であったとしている が、市村高男は「合戦の主体となる正規の軍隊はどのようにして軍資金等を確保することができたのか」「敵地には略奪するほどの諸物資が存在したのであろうか」「社会状況の具体的な提示があるものの、戦闘に至る直接の契機についてはもとより、それらの社会状況と合戦を開始する権力側のいきさつがどのように関連していたのか」など数々の疑問を呈している。一方でこの「出稼ぎ」説を支持する研究者、識者も現れており、福原圭一は藤木の説を引用し、略奪が行われていた可能性を示唆した。ほか、黒田基樹も、出稼ぎ説の一部を複数の著作の中で踏襲している。ただし、謙信のみならずこの当時の戦いでは、戦場での略奪・放火は一般的な行為だった。

### 武田信玄からの評価
信玄は死の直前、勝頼に対して「勝頼弓箭の取りよう、輝虎と無事を仕り候え。輝虎はたけき武士なれば、四郎若き者に、小目（苦しい目）みをすることあるまじく候。その上申し、相手より頼むとさえ言えば、首尾違うまじく候。信玄大人気なく輝虎を頼むと言うこと申さず候故、終に無事になること無し。必ず勝頼は、謙信を執して頼むと申すべく候。左様に申して苦しからざる謙信なり」と述べたとされる。
また信玄没後の天正4年（1576年）10月15日、甲斐の教雅という僧侶が越後上条談義所（長福寺）の空陀法印に書状を送っているが、その中で「その国の太守謙信、おおかた太刀においては日本無双の名大将にて御入り候故、信玄入道時々刻々愚拙へ物語にて候き」とある（『歴代古案』）。
このように信玄や武田側の人間が謙信を高く評価していた事が窺われ、信玄は長らく敵対していた謙信を合戦を通じて深く信頼し、似た者同士と感じていた可能性がある。

### 戦国時代の評価
当時から謙信の死は相当な衝撃を与えたようである。謙信の葬儀は3月15日に執り行なわれたが、このときのことを『北越軍談』はこう記している。
なお、戦闘では強さを発揮した謙信が天下を取れなかった理由として、越中の一向一揆に手間取ったことも挙げられる。同じく北陸の大名であった朝倉氏も加賀の一向宗に悩まされ地盤を越えた戦略を取ることが出来なかった。

## 系譜

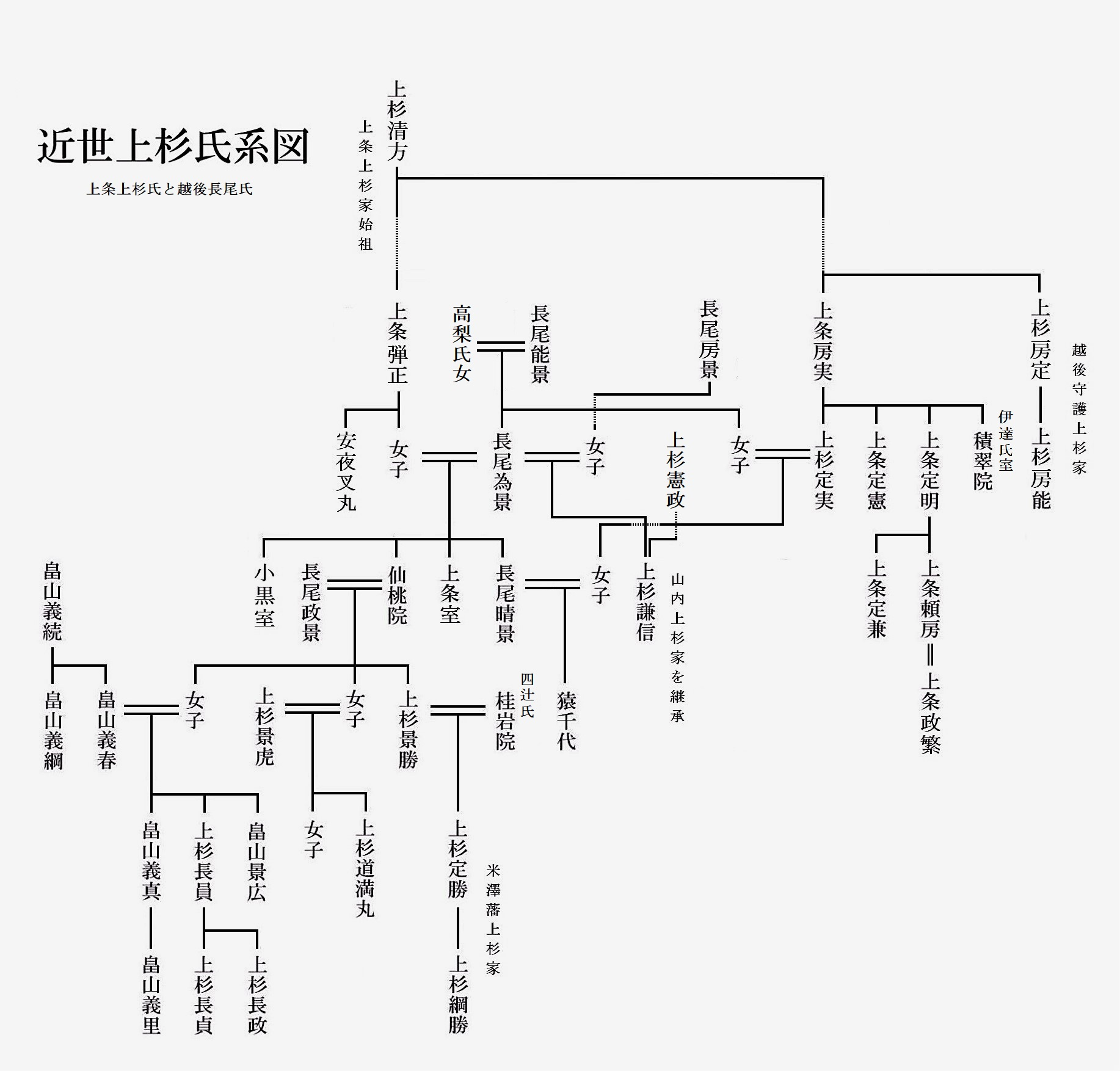
戦国時代から江戸時代初期にかけての上杉氏系図。越後守護上杉家から米沢藩主3代まで。

上杉氏の下で越後国の守護代を務めた長尾氏。主君・上杉定実から見て「正妻の甥」かつ「娘婿の弟」にあたる。上杉重房を初代として16代の世系ともいわれる。5代前の景房は上杉中務大輔の娘を正室にしており、その子・頼景以降、守護代となっている。
- 父母
  - 父：長尾為景
  - 母：青岩院（虎御前）
  - 養父：長尾晴景
  - 養父：上杉憲政
- 兄弟
  - 長尾晴景
  - 長尾景康
  - 長尾景房
- 姉妹
  - 仙桃院（長尾政景室）
- 養子
  - 畠山義春
  - 山浦景国
  - 上杉景虎
  - 上杉景勝
- 養女
  - 山浦国清室（朝倉義景の娘）
- 猶子
  - 織田氏

## 家臣

### 越後国人衆
五十音順
| - 鮎川清長 - 鮎川盛長 - 甘粕景持(長重) - 荒川長実 - 色部勝長 - 上野家成 - 大熊朝秀 - 小国頼久 | - 柿崎景家 - 加地春綱 - 河田長親 - 北条高広 - 黒川清実 - 小島弥太郎 - 斎藤朝信 - 新発田長敦 | - 下平修理亮 - 竹俣清綱 - 竹俣慶綱 - 山吉豊守 - 直江景綱 - 中条藤資 - 中条景泰 - 新津勝資 | - 本庄実乃 - 本庄繁長 - 安田長秀 - 安田景元 - 安田顕元 - 吉江宗信 - 吉江景資 |

### 他国衆
| - 大石綱元 - 長尾輝景 - 長野業正 - 長野業盛 - 神保長職 - 神保氏張 - 神保長城 - 小島職鎮 - 須田満親 | - 椎名康胤 - 温井景隆 - 遊佐続光 - 大宝寺義勝 - 大宝寺義興 - 倉賀野尚行 - 上泉信綱 - 藤田信吉 - 高梨政頼 |

### 上杉一門衆
越後守護家由来
- 山浦国清（山浦景国）
- 上条政繁
- 山本寺孝長
- 山本寺定長
- 八条広繁
- 八条定春

長尾一門など
- 千坂景親
- 桃井義孝
- 琵琶島広員（長尾景通）
- 上杉景信（古志景信）
- 長尾顕景（上杉景勝）

### 上杉二十五将
上杉謙信に仕えた武将のうち、特に評価の高い25名を選出したもの。寛文9年（1669年）、江戸幕府に提出された『上杉将士書上』に表記されている。
|                          | 生没年            | 出自       | 死因                 | 備考           |
| ------------------------ | ----------------- | ---------- | -------------------- | -------------- |
| 長尾越前守政景           | 1526年 - 1564年   | 上田長尾家 | 溺死                 | 上杉景勝の実父 |
| 宇佐美駿河守定行（定満） | 1489年? - 1564年? | 宇佐美氏   | 溺死?                |                |
| 新津丹後守義門（勝資）   | 生年不詳 - 1600年 | 金津氏     | 戦死                 | 揚北衆         |
| 金津新兵衛義旧           | 生没年未詳        | 金津氏     | 未詳                 |                |
| 北条丹後守長国（景広）   | 1548年 - 1579年   | 毛利氏     | 戦死（御館の乱）     |                |
| 本庄美作守慶秀（実乃）   | 1511年? - 1575年? | 本庄氏     | 病死?                |                |
| 本庄弥次郎繁長           | 1540年 - 1614年   | 本庄氏     | 病死                 | 揚北衆         |
| 色部修理亮長実           | 1553年 - 1592年   | 色部氏     | 病死                 | 揚北衆         |
| 甘糟備後守清長（景継）   | 1550年 - 1611年   | 登坂氏     | 病死                 | 上田衆         |
| 杉原常陸介親憲           | 1546年 - 1616年   | 大関氏     | 病死                 | 揚北衆         |
| 斎藤下野守朝信           | 1527年? - 1592年? | 斎藤氏     | 病死                 |                |
| 安田上総介順易（能元）   | 1557年 - 1622年   | 毛利氏     | 病死                 |                |
| 高梨源三郎頼包           | 生没年未詳        | 高梨氏     | 未詳                 | 信濃衆         |
| 柿崎和泉守景家           | 1513年? - 1574年  | 柿崎氏     | 病死                 |                |
| 千坂対馬守清胤（景親）   | 1536年 - 1606年   | 千坂氏     | 病死                 |                |
| 直江大和守実綱（景綱）   | 1509年? - 1577年  | 直江氏     | 病死                 |                |
| 竹股三河守頼綱（慶綱）   | 1524年 - 1582年   | 竹俣氏     | 戦死（魚津城の戦い） | 揚北衆         |
| 岩井備中守経俊（信能）   | 1553年 - 1620年   | 岩井氏     | 病死                 | 信濃衆         |
| 中条越前守藤資           | 生年不詳 - 1568年 | 中条氏     | 病死                 | 揚北衆         |
| 山本寺勝蔵孝長（景長）   | 生年不詳 - 1582年 | 山本寺氏   | 戦死（魚津城の戦い） |                |
| 長尾権四郎景秋           | 生没年未詳        | 白井長尾家 | 未詳                 |                |
| 吉江中務丞定仲（忠景）   | 生没年未詳        | 吉江氏     | 未詳                 |                |
| 志田修理亮義分（義秀）   | 1560年 - 1632年   | 志駄氏     | 病死                 | 与板衆         |
| 大国修理亮頼久           | 生没年未詳        | 小国氏     | 未詳                 |                |
| 加地安芸守春綱           | 生没年未詳        | 加地氏     | 未詳                 |                |

### 上杉四天王
『上杉将士書上』を出典。また、『甲越信戦録』（著者不明、江戸時代末期の軍記物）では景綱は直江兼続に換えて表記。
- 柿崎景家
- 甘粕景持（長重）
- 直江景綱
- 宇佐美定満

### 忍者
- 加藤段蔵

## 墓所・霊廟

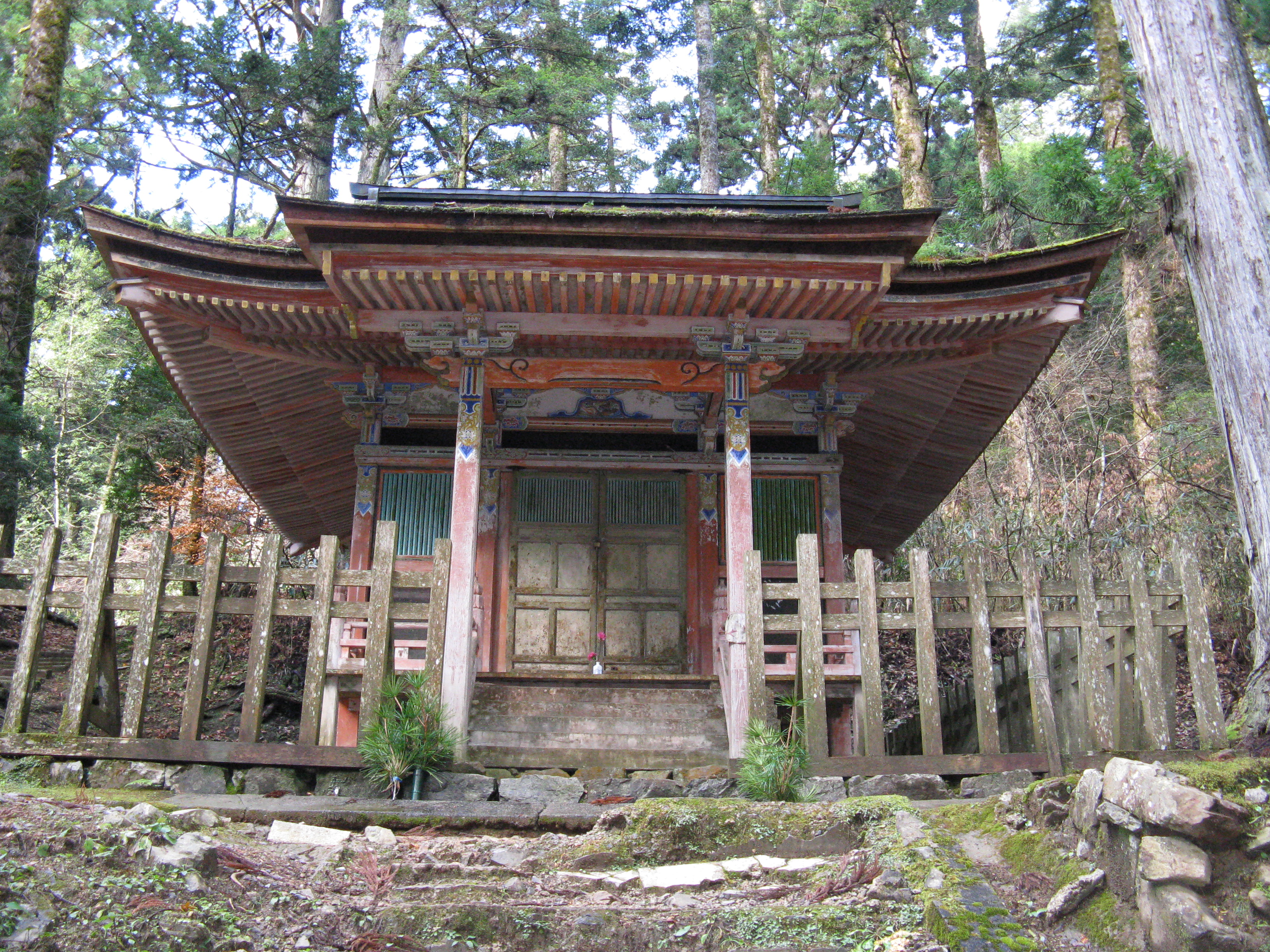
高野山の上杉謙信廟

前述のように、謙信は生前から高野山の空海の例に倣って春日山城内に自らの亡骸を葬る不識院を建立し、実際に謙信が亡くなると遺骸には鎧を着せ太刀を帯びさせて甕の中へ納め、漆で密封した上で春日山城内の不識院に埋葬され、林泉寺に供養塔が建立された。
豊臣政権下で長尾上杉家が若松城への転封が決定されると、上杉景勝は謙信の遺命に従って遺骸が入った甕を春日山城内に安置したまま会津に移ることにしたが、新城主である堀秀治からの抗議があったらしく、「催促」を受けてやむなく移転させることになったという（『景勝公御年譜』慶長3年8月2日条所収景勝書状）。関ヶ原の戦い後に上杉家が米沢に移った後も米沢城本丸一角に安置され、慶長14年（1609年）に上杉景勝の命によって米沢城の本丸東南隅に正式に御堂と附属の霊仙寺（初名は自性院）が建立され、更にその外側にあたる二の丸の東南から南側にかけて御堂への各種奉仕を行う20もの寺院が造営されることになった。平林正恒が奉行を務めて工事が進められ、慶長17年（1612年）に御堂と二の丸寺院群が完成している。中央に謙信霊柩、その左右の脇陣に善光寺如来像と泥足毘沙門天像を共に西向きに安置され、空海の先例に倣い、僧侶達によって生前と同じように食事の奉仕が行われていたという。米沢藩第4代藩主上杉綱憲以降の歴代藩主（明治になってから継承した上杉茂憲を除く）は家督継承後、初入部して米沢城に入ると直ちに御堂に参詣し、その後最初に迎える正月13日（その年最初の謙信の月命日）に御堂に安置されていた謙信遺物の甲冑を着用の上で参詣する「御武具召初」が行うようになった。これは綱憲が第2代藩主上杉定勝の外孫であるとは言え、吉良氏からの養子であるためにその権威付けとして創始された儀式と考えられている。それを裏付けるかのように、この儀式についての詳細な記録が残されているのが、初度の綱憲と第9代藩主で秋月氏からの養子（綱憲の外曾孫）であった上杉治憲（鷹山）の時のみである。
明治維新の後は米沢藩歴代藩主が眠る上杉家廟所（山形県米沢市）に再度、改葬された。また御堂に奉仕していた寺院群の内、法音寺は善光寺如来像・泥足毘沙門天像と共に御廟近く移転して現存している。春日山林泉寺（新潟県上越市）と岩殿山明静院（新潟県上越市）と高野山と栃尾美術館の前庭（新潟県長岡市）にも供養塔が残されている。
明治5年（1872年）に米沢城本丸跡に創建された上杉神社（別格官幣社）に上杉治憲（鷹山）と共に祀られ、明治35年（1902年）に別格官幣社に昇格し、神体は謙信一柱となった（なお上杉鷹山は、松岬神社にて上杉景勝、直江兼続らと共に祀られるようになった）。明治41年（1908年）9月9日には、従二位が贈られた。
なお、直江兼続は上杉遺民一揆の際に越後国内の旧臣らを扇動する際、「上杉謙信公の墓を守れ」という檄文を使ったとされている。

## 遺品

### 太刀「山鳥毛」
上杉謙信の愛刀に太刀「無銘一文字」があり、山鳥毛（さんちょうもう）の号で呼ばれ、国宝に指定されている。山鳥毛はかつては個人の所有で岡山県立博物館に寄託されていたが、2021年現在は岡山県瀬戸内市が所有し、備前長船刀剣博物館にて定期的に展示されている。
2015年に新潟県立歴史博物館を通じて、謙信ゆかりの地である新潟県上越市に譲渡の打診があり、ふるさと納税を含めた資金調達を行ったものの、専門家の評価額と所有者の希望額の折り合いが付かず購入を断念。2018年4月、所有者から瀬戸内市に譲渡の打診があり、購入する方針を明らかにした。その後、展示室整備や取得に掛かる費用など5億円余りをふるさと納税などを活用し調達に成功。2020年3月より、瀬戸内市の所有となっている。

### 「赤地牡丹唐草文天鵞絨洋套」
織田信長より贈られたとされる謙信所用「ビロード織西洋マント」。

### 「国宝 上杉本洛中洛外図屏風」
狩野永徳の筆による六曲一双の金箔貼屏風。左双に京都御所や公方邸のある上京、右双に祇園祭で賑わう下京の景観が描かれている。創作経緯や贈答者には諸説あり。

## 肖像・銅像等

### 肖像画

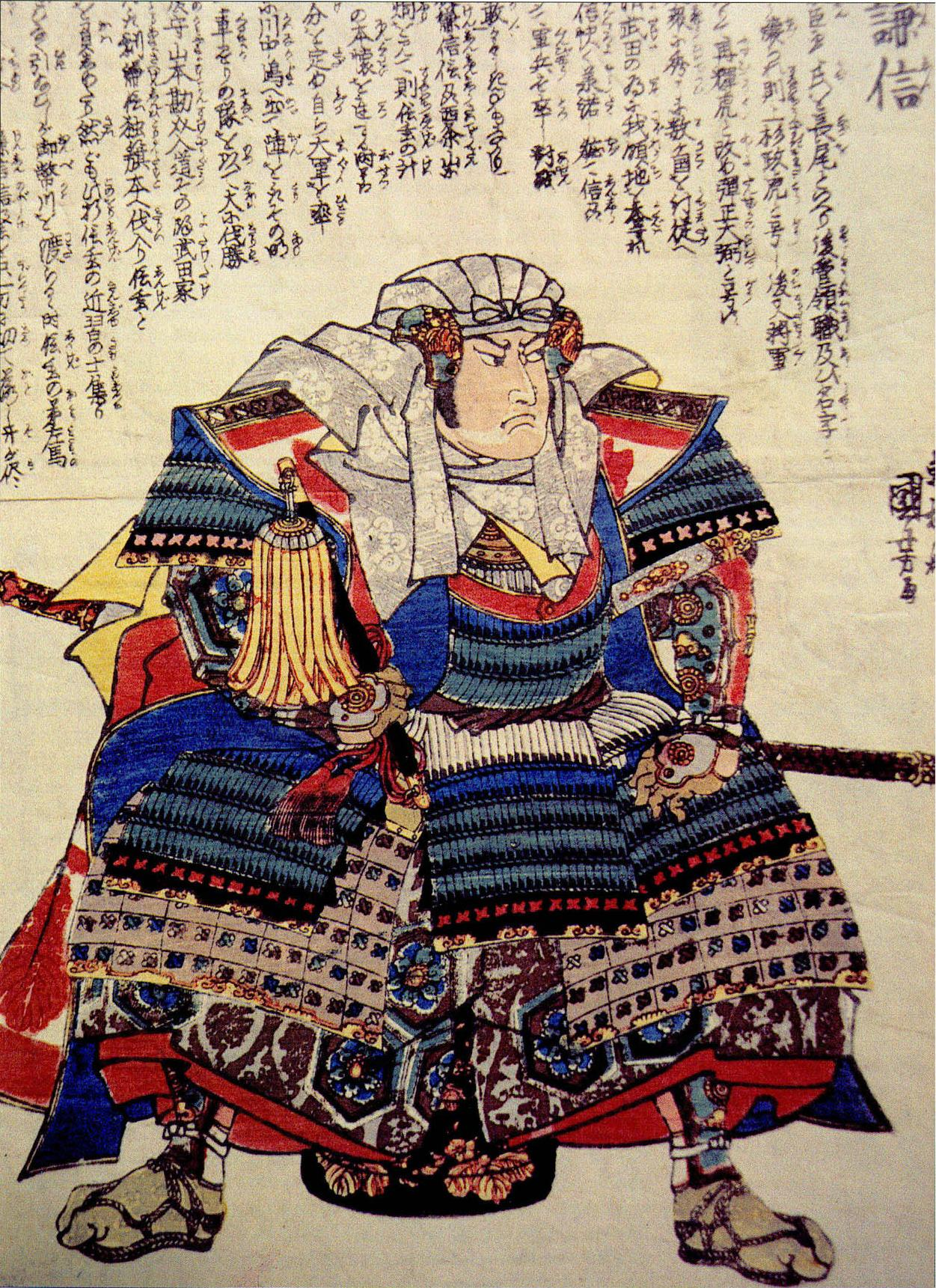
朝櫻樓國芳画「名高百勇傳」より『上杉謙信』（木版画）

死去する1か月前の2月、謙信は京都から画家を呼び寄せて自らの肖像画と後姿を描かせた。肖像画は現在でもよく知られている謙信像だが、後姿はなんと盃を描かせたという。このときのことを謙信は、「この盃すなわち我が後影なり」と語ったとされる。
謙信には現存する同時代の肖像画は存在しない。現在流布しているものは、かつて高野山無量光院が所蔵していた謙信の晩年期を描いた図像をもとにしているが、1888年（明治21年）高野山の大火で焼失した。江戸時代には信玄はじめ他の戦国諸大名と同様に軍記物による影響を受け、軍陣武者像や法体武将像、仏画風僧侶像など多様な謙信のイメージが確立する。
現在、模写を含めて28点の謙信像が確認されている。
上杉神社・稽照殿には、小圃千浦が描いた謙信の肖像画が納められている。映画やドラマで描かれる謙信の風貌や陣羽織のデザインなどは、千浦の作品からの影響が大きい。

### 銅像等
- 春日山城 - 彫刻家の滝川毘堂が1969年の大河ドラマ『天と地と』の放映の際に制作[100]。
- 春日山神社 - 彫刻家の滝川毘堂が春日山城跡中腹に立つ上杉謙信像の制作時にひな型として製作された像のうち一体が春日山旅館にあったが、同旅館は2022年に閉館したため春日山神社に寄贈された[100]。
- 上越信用金庫高田中央支店 - 旧高田信用金庫本店時代から存在[100]
- 上越市埋蔵文化財センター - 2010年までリージョンプラザ上越にあったものを移設[100]
- 上越妙高駅東口 - 金箔を貼った兜が特徴[100]
- 上越文化会館ロビー - 木彫原型[100]
- 県立武道館「謙信公武道館」 - 開館一周年を記念して設置[100]
- ポケットパーク[100]
- 上越市役所応接室 - 3体のうち2体は彫刻家の滝川毘堂作[100]

## 関連作品
小説
- 吉川英治『上杉謙信』（1942年、『週刊朝日』連載） - 永禄四年の川中島の顛末を描く
- 井上靖『風林火山』（1953年 - 1954年『小説新潮』連載、1955年新潮社刊）
- 海音寺潮五郎『天と地と』（1962年、朝日新聞社） - 謙信の出生から川中島の決戦までを描く
- 中澤巠夫『上杉謙信』（1972年、鶴書房盛光社）
- 井上鋭夫『上杉謙信』（1983年、新人物往来社）
- 咲村観『上杉謙信〈上・下〉』（1983年、読売新聞社）
- 鈴木俊平『上杉謙信　川中島の決戦』（1986年、講談社火の鳥伝記文庫）
- 新田次郎、半藤一利、安西篤子、林青梧、浜野卓也、竹内勇太郎、百瀬明治、花ヶ前盛明『上杉謙信　信と義に生き孤高を貫いた戦の天才』（1990年、プレジデント社）
- 津本陽『武神の階』（1991年、角川書店）
- 花ヶ前盛明『上杉謙信』（1991年、新人物往来社）
- 南條範夫『上杉謙信』（1993年、光文社文庫）
- 小松重男『聖将　上杉謙信』（1997年、毎日新聞出版）
- 松永義弘『上杉謙信』（1998年、学陽書房）
- 霧島那智『上杉謙信の野望』（1998年、青樹社）
- 永峯清成『上杉謙信　至誠を貫いた希代の勇将』（1998年、PHP文庫）
- 小松重男『迷走大将上杉謙信』（1999年、小学館）
- 志木沢郁『上杉謙信』（2006年、学研パブリッシング）
- 永岡慶之助『上杉謙信と直江兼続』（2006年、学陽書房）
- 嶋津義忠『上杉三代記』（2008年、PHP研究所）
- 坂上天陽『上杉謙信・景勝・直江兼続　軍神の系譜』（2008年、学研プラス）
- 小沢章友『武田信玄と上杉謙信　戦国武将物語』（2015年、講談社青い鳥文庫）
- 坂口安吾『決戦川中島　上杉謙信の巻 ──越後守安吾将軍の奮戦記──』（2016年、ゴマブックス）
- 冲方丁「五宝の矛」（『決戦！川中島』収録、2016年、講談社）
- 今村翔吾「蒼天の代将」（『戦国武将伝　東日本編』収録、2023年、PHP研究所）
- 風野真知雄『皆ごろしの城　謙信を狙う姫』（2025年、祥伝社文庫）
- 武川佑『龍と謙信』（2025年、KADOKAWA）

テレビドラマ

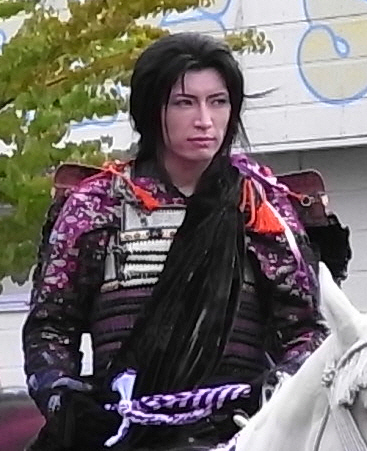
謙信に扮したGACKT

- 『天と地と』（1969年、NHK大河ドラマ、演：石坂浩二[101]）
- 『風林火山』（2007年、NHK大河ドラマ）

井上靖による同名小説を原作としたドラマ。原作以上に重要な役割を担うオリジナルの描写をされ、GACKTが演じた長尾景虎（＝上杉謙信）役をキービジュアルとした写真集『Gackt 龍の化身』（NHK出版）が発刊された。大河ドラマで役者個人の写真集を発売するのは初めてのことだった。さらにGACKTはこれ以降「謙信公祭」において複数回にわたり、謙信役として招聘され参加している。
- 『天地人』（2009年、NHK大河ドラマ、演：阿部寛）

映画
- 『天と地と』（1990年、角川春樹事務所、演：榎木孝明）

漫画
- 原作：海音寺潮五郎、漫画：石川賢『天と地と　上杉謙信物語〈上・中・下〉』（1998年、講談社）
- 企画・構成・監修：加来耕三、原作：すぎたとおる、作画:中島健志『戦国人物伝　武田信玄と上杉謙信（コミック版日本の歴史4）』（2008年、ポプラ社）
- 東村アキコ『雪花の虎』（2015年 - 2020年、小学館） - 上杉謙信が実は女性だったという設定で主人公となっている。
- 企画・構成・監修：加来耕三、原作：水谷俊樹 作画:かわのいちろう『戦国人物伝　上杉謙信（コミック版日本の歴史59）』（2017年、ポプラ社）
- 監修：田代脩、漫画：田中顕『信玄と謙信（学研まんが　日本の伝記）』（2017年、学研）
- 監修：河合敦、漫画：RICCA、シナリオ：三上修平『武田信玄と上杉謙信（学習まんが 日本の伝記 SENGOKU）』（2020年、集英社）
- 監修：村木二郎、漫画：なかにしえいじ『上杉謙信　戦国の世を駆け抜けた毘沙門天の化身』（2023年、講談社）
- 監修：黒田基樹、イラスト：高田靖彦 『武田信玄と上杉謙信 (小学館版学習まんが人物館 日本 35)』 （2024年、小学館）
- 岡村賢二『越後の虎・上杉謙信に天下は取れたのか。』（2025年、リイド社）

ゲーム
- 戦国無双シリーズ（2004年 - 、コーエー、声：中田譲治【1-4】 / 興津和幸【5】）
- 戦国BASARAシリーズ（2005年 - 、カプコン、声：朴璐美）
- Fate/Grand Order（2019年 - 、TYPE-MOON、声：水樹奈々）

楽曲
- 三田明「友情〜上杉謙信」（1973年、作詞：千家和也、作曲：渡辺岳夫。コンピレーション・アルバム『戦国の武将』（規格品番：SJX-155）収録）
- ロイヤルナイツ「上越市民の歌」（1977年、作詞：小林隆治、補作：森菊蔵、作曲：狛林正一）

3番に謙信が登場する。
- さくらゆき「月の刃」（2009年、作詞：小栗さくら、作曲：あきつ）